# Советско-финская война (1941—1944)
Советско-финская война 1941—1944 годов, советско-финский фронт Великой Отечественной войны (в русскоязычных источниках), «война-продолжение» (фин. jatkosota, в финской историографии) — война между Финляндией и нацистской Германией с одной стороны и СССР с другой стороны, в рамках Второй мировой войны, проходившая с 1941 по 1944 год. В ходе войны Финляндия выступила на стороне стран «оси» и их союзников с целью возвращения утраченных в ходе Зимней войны (1939—1940) территорий, а также захвата территории СССР до «границы трёх перешейков» (Карельского, Олонецкого и Беломорского).
21—25 июня с территории Финляндии против СССР действовали военно-морские и военно-воздушные силы Германии. 22 июня 1941 года в ответ на занятие финскими войсками демилитаризованной зоны Аландских островов последние в тот же день подверглись бомбардировке советской авиации. 25 июня силы советского воздушного флота нанесли авиаудар по 18 финским аэродромам, задействованным в боевых операциях, и нескольким населённым пунктам — в этот же день правительство Финляндии заявило, что страна находится в состоянии войны с СССР. 29 июня финские войска начали боевые действия против СССР и к концу 1941 года оккупировали две трети территории Карело-Финской ССР, включая её столицу Петрозаводск.
В 1941—1944 годах войска Финляндии участвовали в блокаде Ленинграда. К концу 1941 года фронт стабилизировался, и в 1942—1943 годах активных боёв на финском фронте не было. В конце лета 1944 года, после тяжёлых поражений, понесённых союзной Германией, и советского наступления в Карелии, Финляндия предложила прекращение огня, которое вступило в действие 4—5 сентября 1944 года.
Финляндия вышла из войны с СССР с заключением договора о перемирии, подписанного 19 сентября 1944 года в Москве. После этого Финляндия, неудовлетворённая скоростью вывода немецких войск со своей территории, начала военные действия против Германии.
Окончательный договор о мире со странами-победительницами был подписан 10 февраля 1947 года в Париже.
Помимо СССР Финляндия находилась в состоянии войны с Великобританией, Австралией, Канадой, Чехословакией, Британской Индией, Новой Зеландией и Южно-Африканским Союзом. Со стороны Британской империи в боях принимало участие 151-е крыло королевских ВВС. Также в боях участвовал 12-й дивизион MAS военно-морских сил Италии, действовавший в составе итало-германской флотилии (Naval Detachment K) на Ладожском озере.

## Название
В российской и советской историографии конфликт рассматривается как один из театров Великой Отечественной войны, аналогичным образом Германия рассматривала свои операции в регионе как составную часть Второй мировой войны; финское наступление планировалось немцами как часть плана «Барбаросса».
В финской историографии для названия этих военных действий используется термин «война-продолжение» (фин. jatkosota), что подчёркивает её отношение к завершившейся незадолго до этого Советско-финской войне 1939—1940 годов, или Зимней войне. Президент Финляндии Тарья Халонен пошла ещё дальше, заявив во время одного из своих зарубежных визитов в 2005 году, что Финляндия во Второй мировой войне вообще не участвовала. Финские политики и историки всячески старались сохранять дистанцию от гитлеровской Германии в глазах своей и европейской общественности, для чего уже в 1941 году в Финляндии появился термин «особая» или «отдельная» война (фин. erikoissota, фин. erillissota), а немцев именовали не «союзники», а «братья по оружию».
Российский историк Н. И. Барышников указывает, что период войны 1941—1944 годов был с финской стороны «явно агрессивным», а «парадоксально» звучащий термин «война-продолжение» появился уже после вступления Финляндии в войну по пропагандистским соображениям. Война финнами планировалась как короткая и победоносная и до осени 1941 года называлась ими «летней войной».

## Предпосылки

### Внешняя политика и союзы
Московский мирный договор от 13 марта 1940 года, завершивший Советско-финскую войну 1939—1940 годов, воспринимался финнами как крайне несправедливый: Финляндия потеряла значительную часть Выборгской губернии (фин. Viipurin lääni, в Российской империи неофициально именовавшейся «Старая Финляндия»).  С её потерей Финляндия лишилась пятой части промышленности и 11 % сельскохозяйственных земель. 12 % населения, или около 400 тыс. человек, пришлось переселить с уступленных СССР территорий. Полуостров Ханко был отдан в аренду СССР под одноимённую военно-морскую базу. Часть присоединённых к СССР территорий вошла в образованную 31 марта 1940 года новую республику в составе СССР — Карело-Финскую Советскую Социалистическую Республику с Отто Куусиненом во главе.
Несмотря на заключение мира с СССР, на территории Финляндии сохранялось действие военного положения ввиду расширяющейся в Европе Второй мировой войны, сложной продовольственной ситуации и ослабленного состояния финской армии. Готовясь к возможной новой войне, Финляндия активизировала перевооружение армии и укрепление новых, послевоенных границ (Линия Салпа). Доля военных расходов в бюджете 1941 года выросла до 45 %.
В апреле — июне 1940 Германия оккупировала Норвегию. В результате этого Финляндия потеряла источники поставок удобрений, что, наряду с сокращением посевных площадей вследствие Советско-финской войны 1939—1940 годов, привело к резкому падению производства продовольствия. Нехватку компенсировали за счёт закупок в Швеции и СССР, советское правительство использовало задержки с поставками продовольствия для давления на Финляндию.

### Предпосылки конфликта
Оккупация Германией Норвегии, отрезавшая Финляндию от прямых связей с Великобританией и Францией, привела к тому, что с мая 1940 Финляндия взяла курс на укрепление отношений с гитлеровской Германией.
14 июня СССР направил ультиматум Литве с требованиями формирования просоветского правительства и ввода дополнительного контингента советских войск. Срок ультиматума был установлен до 10 утра 15 июня. Утром 15 июня правительство Литвы приняло ультиматум. 16 июня аналогичные ультиматумы были приняты правительствами Латвии и Эстонии. В конце июля 1940 года все три прибалтийские страны были включены в состав СССР.

События в Прибалтике вызвали негативную реакцию в Финляндии. Как указывает финский историк Мауно Иокипии,
… Было понятно, что события, аналогичные прибалтийским, могли ожидать и Финляндию. Юхо Паасикиви (посол Финляндии в СССР) писал об этом министру иностранных дел 22 июля 1940 г.: «Судьба прибалтийских стран и способ, которым Эстония, Латвия и Литва были превращены в советские государства и подчинены советской империи, заставляют меня ночи напролёт думать об этом серьёзном деле»
23 июня СССР предложил Финляндии концессию на никелевые рудники в Петсамо, в чём было отказано на основании уже подписанного соглашения с Германией.
Вскоре СССР потребовал у финской стороны подписания отдельного договора с СССР о демилитаризованном статусе Аландских островов.
8 июля, после того, как Швеция подписала с Германией договор о транзите войск, СССР потребовал от Финляндии аналогичных прав для транзита до советской базы на полуострове Ханко. Права транзита были предоставлены 6 сентября, демилитаризация Аландских островов была согласована 11 октября, но переговоры по Петсамо затянулись.
СССР также потребовал изменений во внутренней политике Финляндии — в частности, отставки Вяйнё Таннера — лидера финских социал-демократов. 16 августа 1940 года Таннер вышел из правительства.

### Союз с Третьим Рейхом
На территории Финляндии продолжало действовать созданное в середине 1939 года представительство абвера — KO «Финляндия» («Kriegsorganisation Finnland»), которым руководил кадровый сотрудник абвера, фрегаттен-капитан Александр Целлариус (он же «Келлер»), с которым сотрудничали проживавшие в Финляндии белоэмигранты (бывший генерал С. Ц. Добровольский и бывшие офицеры царской армии Пушкарёв, Алексеев, Соколов, Батуев), прибалтийские немцы-фольксдойче Майснер и Мандорф, эстонские националисты (Веллер, Кург, Хорн и Кристьян). Ещё до начала Второй мировой войны обмен развединформацией о СССР и вооружённых силах СССР между Финляндией и Третьим рейхом имел регулярный характер. Также проводилась авиаразведка территории СССР: только в период с 12 марта 1940 до 16 октября 1940 года пограничными войсками СССР было зафиксировано пять самолётов, совершивших вторжение в воздушное пространство СССР из воздушного пространства Финляндии, причём маршрут их полётов свидетельствовал о том, что эти полёты выполняли с разведывательными целями.
После мирного договора, подписанного 12 марта 1940 года, с 13 марта 1940 года в Финляндии усилились антисоветские, прогерманские и реваншистские настроения.
Вопреки условиям договора, правительство Финляндии не провело демобилизацию своей армии.
После разгрома англо-французских войск в районе Дюнкерка и капитуляции Франции руководство Финляндии взяло ориентацию на сотрудничество с Третьим рейхом. В ходе немецко-финских переговоров было достигнуто соглашение о сотрудничестве и военной взаимопомощи.
29 июня 1940 было подписано немецко-финское торговое соглашение, в соответствии с которым Германия принимала на себя обязательства закупать продукцию деревообрабатывающей промышленности Финляндии, а Финляндия снимала все ограничения на ввоз немецких товаров в Финляндию.

#### Подготовка Финляндии к совместным действиям с Германией

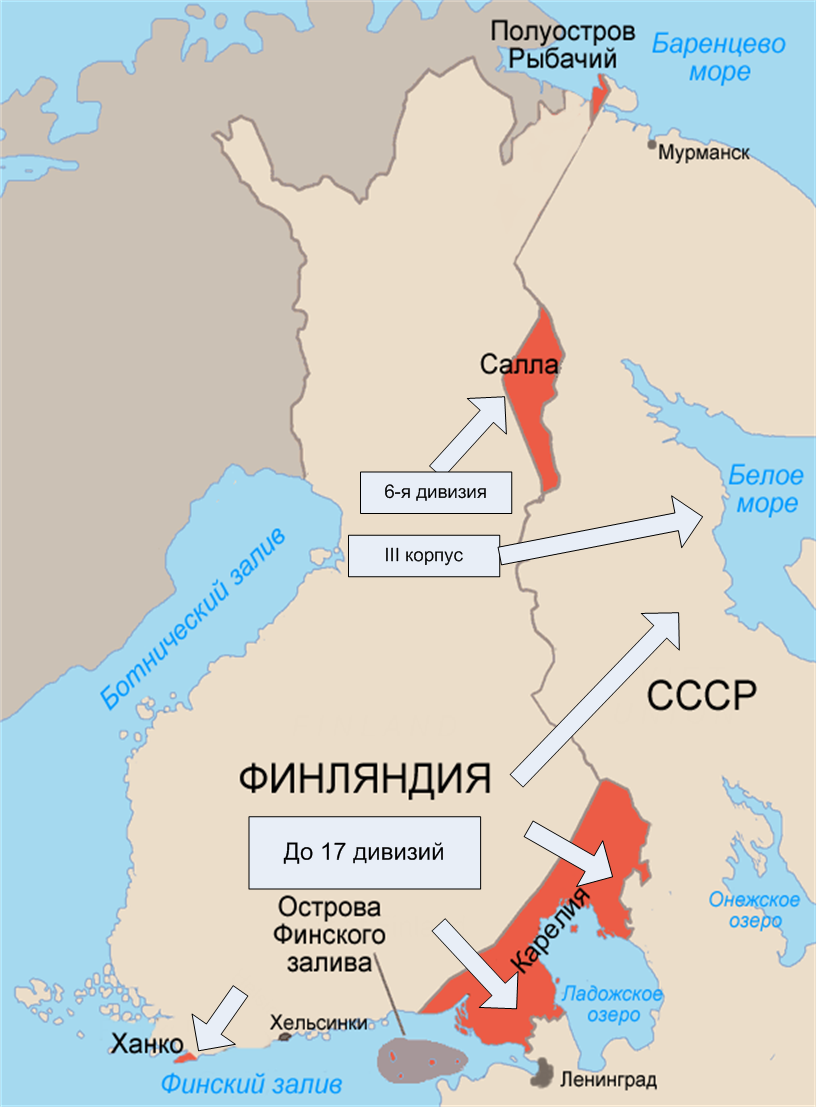
Планы финских ударов в операции Барбаросса.
Цветом выделены территории, отошедшие к СССР после Зимней войны.

В это время в Германии по указанию Адольфа Гитлера началась разработка плана нападения на СССР, и Финляндия приобрела интерес для Германии как база для размещения войск и плацдарм для боевых операций, а также как возможный союзник в войне против СССР. 19 августа 1940 года немецкое правительство прекратило действие эмбарго на поставки оружия в Финляндию, в обмен на разрешение использовать территорию Финляндии для транзита немецких войск в Норвегию. Хотя в Финляндии ещё сохранялась подозрительность по отношению к Германии вследствие её политики во время Зимней войны, финны видели её единственным спасителем из ситуации.
Первые германские войска начали транспортировку через финскую территорию в Норвегию 22 сентября 1940 года. Поспешность графика связана с тем, что проход советских войск на Ханко начался через два дня.
В сентябре 1940 года в Германию был отправлен финский генерал Пааво Талвела, уполномоченный Маннергеймом на проведение переговоров с немецким Генштабом. Как пишет В. Н. Барышников, в ходе переговоров было достигнуто соглашение между германским и финским Генштабами о совместной подготовке нападения на Советский Союз и ведении войны против него, что со стороны Финляндии было прямым нарушением 3-й статьи Московского мирного договора.
12 и 13 ноября 1940 года в Берлине состоялись переговоры председателя Совнаркома СССР В. М. Молотова и Адольфа Гитлера, в ходе которых обе стороны отметили, что транзит немецких войск привёл к всплеску прогерманских, реваншистских и антисоветских настроений в Финляндии, и этот «финский вопрос» между двумя странами может потребовать урегулирования. Однако стороны сошлись на том, что военное решение не удовлетворяет интересам обеих стран. Германия была заинтересована в Финляндии как поставщике никеля и леса. Кроме того, военный конфликт, по мнению Гитлера, привёл бы к военному вмешательству со стороны Швеции, Великобритании или даже США, что побудило бы и Германию вмешаться. Молотов заявил, что Германии достаточно прекратить транзит своих войск, который способствует антисоветским настроениям, тогда этот вопрос может быть урегулирован в мирном порядке между Финляндией и СССР. Причём, по мнению Молотова, новые соглашения с Германией для этого урегулирования не нужны, так как, согласно имеющемуся германо-русскому соглашению, Финляндия входит в сферу интересов СССР. Отвечая на вопрос Гитлера, Молотов заявил, что он представляет себе урегулирование в тех же рамках, что и в Бессарабии, и в соседних странах.
Финское руководство было проинформировано Германией о том, что Гитлер отверг требование Молотова в ноябре 1940 об окончательном решении «финского вопроса», что повлияло[как?] на его дальнейшие решения.
«Находясь в Берлине по особому заданию в декабре 1940 г., генерал Пааво Талвела поделился в беседе со мной, рассказав, что он действует в соответствии с указанием Маннергейма и что он начал излагать генералу Гальдеру взгляды о таких возможностях, имея которые, Германия могла бы оказать военную поддержку Финляндии в её трудном положении» — пишет посланник Финляндии в Германии Т. Кивимяки.
5 декабря 1940 года Гитлер сказал своим генералам, что они могут рассчитывать на участие Финляндии в операции «Барбаросса».
В январе 1941 г. начальник штаба сухопутных войск Германии Ф. Гальдер вёл переговоры с начальником генерального штаба Финляндии Э. Хейнриксом, и генералом П. Талвела, что отражено в дневниках Гальдера: Талвела «просил дать сведения о сроках приведения финской армии в состояние скрытой боевой готовности для наступления в юго-восточном направлении». Генерал Талвела в своих мемуарах указывает, что накануне войны Маннергейм был решительно настроен наступать уже прямо на Ленинград. Американский историк Лундин писал, что в 1940—1941 годах «для политических и военных лидеров Финляндии было самым сложным делом прикрыть своё приготовление к войне-реваншу и, как мы убедимся, к завоевательной войне». По совместному плану от 30 января, наступление финнов должно было начаться не позже, чем в момент пересечения немецкой армией Западной Двины (в ходе войны это событие произошло в конце июня 1941 года); пять дивизий должны были наступать на западе от Ладоги, три — на востоке от Ладоги, и две — в направлении на Ханко.
Переговоры между СССР и Финляндией по Петсамо продолжались уже свыше 6 месяцев, когда в январе 1941 года советский МИД заявил, что решение должно быть достигнуто в кратчайшие сроки. В тот же день СССР прекратил поставки зерна в Финляндию. 18 января посол СССР в Финляндии был отозван домой, а в советских радиопередачах начала появляться негативная информация о Финляндии. В то же время Гитлером был отдан приказ немецким войскам в Норвегии, в случае нападения СССР на Финляндию, немедленно оккупировать Петсамо.
Весной 1941 года Финляндия согласовала с Германией планы совместных боевых действий против СССР. Финляндия высказала готовность присоединиться к Германии в её войне против СССР при соблюдении нескольких условий:
- гарантии независимости Финляндии;
- возврат границы с СССР к довоенному (или лучшему) состоянию;
- продолжение поставок продовольствия;
- Финляндия не является агрессором, то есть вступает в войну только после того, как подвергается нападению со стороны СССР.

Маннергейм так оценивал сложившуюся к лету 1941 года ситуацию: …Заключённый договор о сквозной транспортировке грузов воспрепятствовал нападению со стороны России. Денонсировать его значило с одной стороны — восстать против немцев, от отношений с которыми зависело существование Финляндии как независимого государства. С другой стороны — передать судьбу в руки русских. Прекращение ввоза товаров с любого направления привело бы к жестокому кризису, которым немедленно бы воспользовались как немцы, так и русские. Нас прижали к стене: выбирайте одну из альтернатив — Германия (которая в 1939 г. уже предала нас) или СССР…. Только чудо могло бы помочь нам выйти из положения. Первой предпосылкой такого чуда был бы отказ СССР от нападения на нас, даже если Германия пройдёт через территорию Финляндии, а второй — отсутствие любого вида нажима со стороны Германии.
25 мая 1941 на встрече с делегацией Финляндии генерал Фердинанд Йодль заявил, что в течение прошедшей зимы и весны русские подвели к западной границе 118 пехотных, 20 кавалерийских, 5 танковых дивизий и 25 танковых бригад и значительно усилили свои гарнизоны. Он заявил, что Германия стремится к миру, но сосредоточение столь большого количества войск обязывает Германию готовиться к возможной войне. Им было выражено мнение, что она приведёт к краху большевистского режима, поскольку государство со столь гнилым моральным ядром вряд ли выдержит испытание войной. Он предположил, что Финляндия сможет связать значительное количество войск Красной Армии. Была также выражена надежда на то, что финны примут участие в операции против Ленинграда.

На всё это руководитель делегации Э. Хейнрикс ответил, что Финляндия намерена соблюдать нейтралитет, если русские своим нападением не заставят её изменить свою позицию. Согласно мемуарам Маннергейма, в это же время он заявил:
 Я принял на себя обязанности главнокомандующего с тем условием, что мы не предпримем наступления на Ленинград

Об условиях вступления Финляндии в войну пишет в сентябре 1941 в своём дневнике президент Ристо Рюти: 

Было же договорено, что финны наступают только тогда, когда немцы захватят Петербург.
Оригинальный текст (фин.)Olihan sovittu että suomalaiset hyökkäävät vasta sitten, kun saksalaiset ovat vallanneet Pietarin

Однако имеются многочисленные свидетельства того, что в июне 1941 года финны в реальности не думали о таких оговорках, а совместно с немцами планировали операцию по совместному взятию и уничтожению Ленинграда.
Глава государства Ристо Рюти высказал послу Блюхеру 19 июля 1941:

Финляндия придерживалась до 1939 года неправильной политики в глазах Германии. В Финляндии не осознавали опасности огромной России, и что единственная помощь была только в Германии. Чтобы избежать российской угрозы, Финляндия могла бы, конечно, пожертвовать товарами и кораблями, находящимися в Англии. Отношения с Англией сейчас второстепенные.
Оригинальный текст (фин.)Suomi oli vuoteen 1939 asti noudattanut Saksaan nähden väärää politiikkaa. Suomessa ei ollut tajuttu Venäjän vaaran suuruutta ja että tätä vastaan ainoa apu oli Saksassa. Päästääkseen Venäjän uhasta Suomi voisi kyllä uhrata Englannissa olevat laivansa ja tavaransa. Suhde Englantiin oli nyt toissijainen

За первую половину 1941 года финская пограничная охрана зарегистрировала 85 пролётов советских самолётов над своей территорией, из которых 13 — в мае и 8 — с 1 по 21 июня.

##### Мобилизация в Финляндии
В начале 1941 года с разрешения правительства Финляндии в Хельсинки был открыт пункт вербовки финских добровольцев в войска СС, к началу мая 1941 года записались добровольцами и выехали в рейх 1085 человек (в том числе, 125 офицеров и 109 унтер-офицеров финской армии). 429 человек, уже имевших боевой опыт, зачислили в дивизию СС «Викинг», а остальных отправили в Вену. В общей сложности, в подразделениях и войсках СС во время Второй мировой войны служило 4 тыс. финнов.
24 января 1941 года финский сейм принял новый закон о воинской повинности, увеличивавший срок службы в регулярных войсках с одного года до двух лет. Закон действовал до конца 1945 года и имел обратную силу по отношению к лицам, уже находившимся на военной службе. Призывной возраст был снижен с 21 года до 20 лет, так что в 1940—1941 годах на действительной службе одновременно находились мужчины трёх призывных возрастов. Из «сверхнормативного» контингента призывников были сформированы дополнительные подразделения. 
30 марта после совещания у Гитлера Гальдер зафиксировал: «Финны будут храбро сражаться, но их мало, и они ещё не оправились от поражения». Маннергейм считал, что Финляндия, даже при всеобщей мобилизации, могла бы выставить не более 16 дивизий, в то время как на её границе находились не менее только пехотных 17 советских дивизий, не включая пограничников, при практически неисчерпаемом ресурсе пополнения. 9 июня 1941 Маннергейм объявил частичную мобилизацию — первый приказ касался резервистов войск прикрытия. 
7 июня 1941 в Петсамо прибыли первые немецкие войска, задействованные в осуществлении плана «Барбаросса». 17 июня был отдан приказ о мобилизации всей полевой армии Финляндии. 20 июня было закончено выдвижение финских войск к советско-финской границе, а правительством Финляндии был отдан приказ об эвакуации 45 тыс. человек, проживающих на приграничных территориях. 21 июня глава финского генштаба Э. Хейнрикс получил формальное уведомление от немецкого коллеги о надвигающемся нападении на СССР.
«…Итак, жребий брошен: мы держава „оси“, да ещё отмобилизованная для нападения», — писал 13 июня 1941 г. депутат парламента В. Войонмаа.

##### Военные переговоры
«22 августа 1940 года Рёссинг (военный атташе в Финляндии) доложил о состоянии финской сухопутной армии, насчитывающей 16 дивизий. Перемена отношения фюрера к Финляндии. Помощь Финляндии вооружением и боеприпасами. Переговоры о разрешении прохода двум горным дивизиям по приморской дороге в Киркенес», — записал в дневнике начальник штаба сухопутных войск Германии Франц Гальдер.
Соглашение, о котором упомянул Гальдер, было подписано 12 сентября 1940 года в Хельсинки. Оно предусматривало транзит немецких войск и военных грузов через финские порты Вааса и Оулу и далее — через Рованиеми в норвежский порт Киркенес.
21 сентября первые немецкие транспорты начали разгрузку в порту Вааса. 22 сентября 1940 года в Берлине состоялся обмен нотами по соглашению о военном транзите.
В сентябре 1940 года было разгромлено Общество мира и дружбы с СССР, его активисты были репрессированы. В то же время осенью 1940 года была создана «Национал-социалистическая рабочая организация».
11 октября 1940 года было подписано соглашение СССР и Финляндии об Аландских островах, в соответствии с которым Финляндия обязалась демилитаризовать Аландские острова, не укреплять их и не предоставлять их для вооружённых сил других государств.
16 декабря 1940 года состоялись переговоры прибывшего в Берлин финского генерал-майора Пааво Талвелы и военного атташе Финляндии в Германии полковник Вальтера Хорна с Гальдером, о которых тот записал: «Я просил дать сведения о сроках приведения финской армии в состояние скрытой боевой готовности для наступления в юго-восточном направлении», — то есть по обе стороны Ладожского озера в общем направлении на Ленинград.
В Хельсинки прибыл начальник штаба немецких войск в Норвегии полковник Бушенгаген, он участвовал в согласовании конкретных мероприятий немецко-финского сотрудничества в будущей войне против СССР
В утверждённом 18 декабря 1940 года тексте директивы № 21 «Барбаросса» разработчики учитывали «активное содействие Финляндии» в войне против СССР — «Финляндия будет прикрывать сосредоточение германской Северной группы, прибывающей из Норвегии и действовать совместно с ней».
30 января 1941 года в Берлин тайно прибыл начальник финского генерального штаба генерал-лейтенант Эрик Хейнрикс, который прочёл немецким офицерам лекции о ведении боевых действий против РККА (на основе опыта советско-финской войны 1939—1940) и провёл переговоры с Гальдером, после которых начальник германского генштаба уже конкретизирует планы: "Для доведения войск на границе до штатов военного времени [после объявления мобилизации] потребуется девять дней. Скрытая мобилизация. Однако её нельзя сделать совершенно незаметной. Направление главного удара — по обе стороны Ладожского озера. Пять дивизий — южнее и три дивизии — севернее Ладожского озера. Визит завершился торжественным ужином в финском представительстве, который «прошёл под знаком дружбы и традиционного германо-финляндского братства по оружию». По завершении этого визита финский посланник Тойво Кивимяки от имени президента Рюти официально сообщил министру иностранных дел Германии Й. Риббентропу, что Финляндия полностью становится на сторону Германии.

##### Согласование планов и приготовления
В мае 1941 года при поддержке абвера в Хельсинки был создан «эстонский комитет освобождения», который возглавил Х. Мяэ; комитет начал вербовку эстонских эмигрантов и их военное обучение для участия в войне против СССР. В частности, весной 1941 года на территории Финляндии началась подготовка диверсионной группы «Erna» из эстонских эмигрантов, к началу Великой Отечественной войны было подготовлено 85 человек (1 командир, 14 радистов и 70 диверсантов); после начала военных действий все они были переброшены на территорию Эстонской ССР.
24 мая 1941 года в Зальцбург прибыла делегация офицеров финской армии, которые провели переговоры с представителями немецкого военного командования о совместных действиях по плану «Барбаросса». В неё входили начальник Генштаба генерал Эрик Хейнрикс, начальник оперативного отдела полковник Кустаа Тапола в сопровождении ещё трёх офицеров. Немецкую сторону представляли фельдмаршал Вильгельм Кейтель, генералы Альфред Йодль и Франц Гальдер. 25-28 мая были окончательно согласованы планы совместных операций, сроки мобилизации и начала наступления, которое было намечено через 14 дней после начала немецкого вторжения.
Наступление поручалось двум оперативным немецко-финским группировкам. Первая, в составе трёх отдельно действующих групп, должна была двигаться на Мурманск, Кандалакшу, Лоухи (операция «Полярная лиса»), вторая, силами финской Карельской армии и немецкой 163-й пехотной дивизии, — на Петрозаводск, а силами финской Юго-Восточной армии во взаимодействии с 18-й немецкой армией, — на Ленинград. Также предусматривался захват финнами полуострова Ханко.
1 июня 1941 года в Вене из выехавших в Германию финских добровольцев был создан добровольческий батальон СС «Нордост» (с 13 сентября 1941 года получивший новое наименование — финский добровольческий батальон войск СС).
4-6 июня 1941 года в Хельсинки состоялись переговоры, в результате которых немецкая и финская стороны заключили устное соглашение. В соответствии с этим соглашением, с 7 июня 1941 года Германия начала перевозку своих войск на север Финляндии, в район города Рованиеми.
15 июня 1941 года все финские войска севернее линии Оулу — Оулуярви — Мийноа были подчинены немецкому командованию.
16 июня 1941 года отдел по делам военнопленных при общем управлении OKW издал приказ № 3712/41 о сегрегации советских военнопленных, который предусматривал создание более гуманных условий для военнопленных РККА «дружественных национальностей» (немцев-«фольксдойче», финнов, румын, поляков, латышей, литовцев и эстонцев) с целью привлечения к сотрудничеству в последующее время
17 июня 1941 года Финляндия вышла из Лиги наций, а 18 июня приступила к всеобщей мобилизации. В тот же день немецкие войска стали занимать позиции для наступления у советской границы с Финляндией. После совещания в Генштабе финской армии начальников оперативных отделений штабов корпусов 19 июня генерал-майор Талвела записал в дневнике: «Предварительный приказ о наступлении получен».
20 июня 1941 года рейхсминистр по делам восточных территорий А. Розенберг объявил перечень государственных образований, которые руководство Третьего рейха планировало создать на территории СССР. В перечне государств была названа «Великая Финляндия».

#### Поставки странам Оси
Финляндия продавала и поставляла оружие странам «оси»:
- в частности, Германии было поставлено 3042 штук пистолетов-пулемётов «Suomi», которые поступали на вооружение подразделений вермахта и Waffen-SS; Хорватии было продано 500 шт. пистолетов-пулемётов «Suomi»[84].
- в Финляндии была построена часть[сколько?] кораблей и катеров, с 1942 года действовавших против СССР на Ладожском озере[85].

Кроме того, вплоть до выхода из войны в 1944 году Финляндия поставляла Германии важнейшие виды стратегического сырья, в т. ч. никелевый концентрат и молибден.

### Границы будущей Великой Финляндии
Начиная переговоры о войне на стороне Гитлера, финны надеялись не только вернуть утраченные по Московскому мирному договору 12 марта 1940 года территории, но и расширить владения, прежде всего за счёт Карелии. Финский посол в Германии Тойво Кивимяки предложил президенту Рюти подготовить научное обоснование такого приобретения, что и сделал через месяц профессор Ялмари Яаккола, представивший памятку «Восточный вопрос Финляндии». Одновременно маршалу Маннергейму было предписано составить предложения о начертании будущей восточной границы. Среди пяти представленных вариантов самым радикальным был тот, по которому Онежское озеро становилось внутренним водоёмом Финляндии, а Свирь — финской рекой.

## Военные планы

### СССР

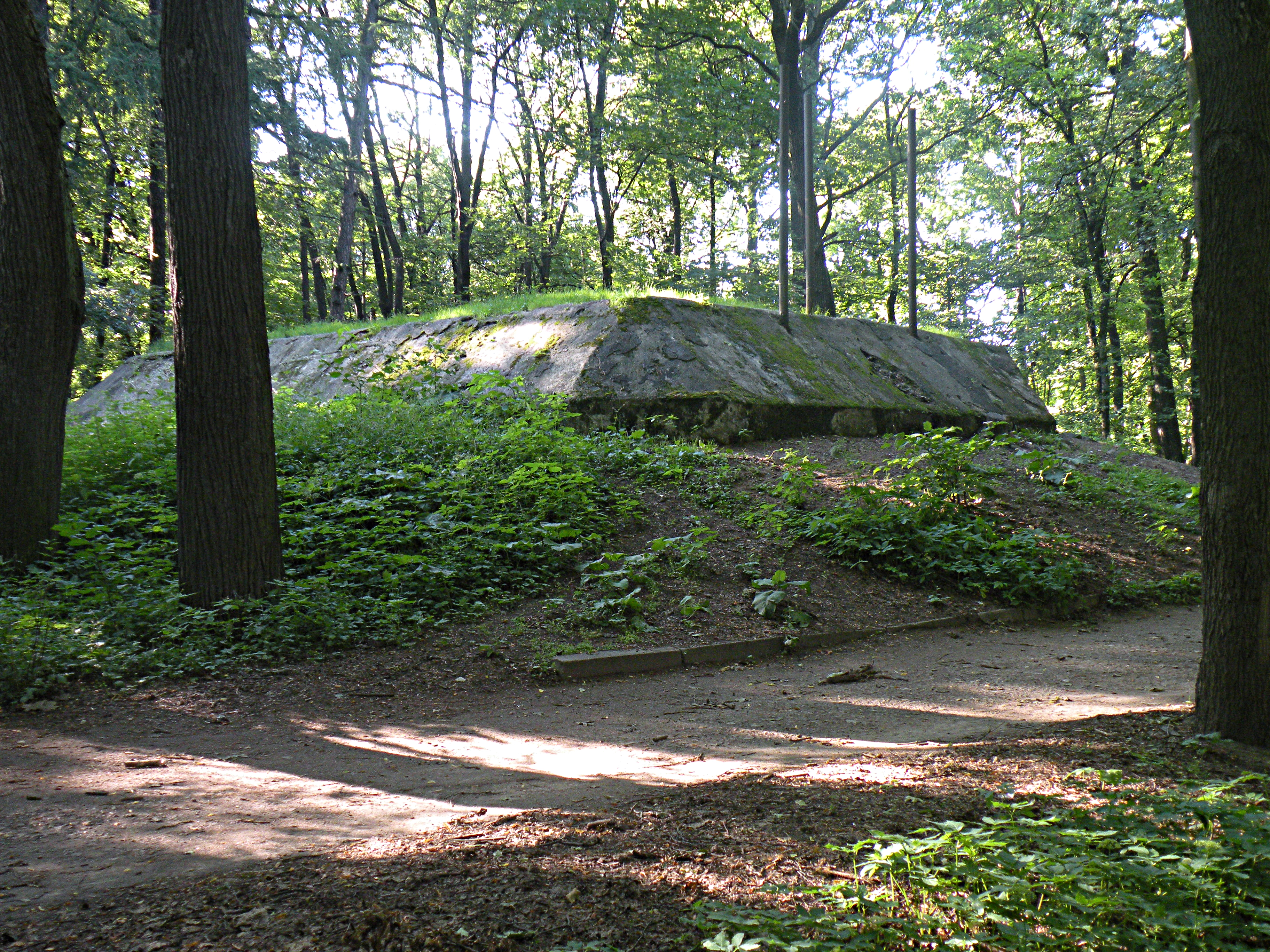
Бункер в парке Лесотехнической Академии. (амбразуры отсутствуют).

19 марта 1928 года к северу от Ленинграда на расстоянии 20 км было начато строительство оборонительной линии в районе Парголово-Куйвози, вскоре получившей название КаУР — Карельский укреплённый район[значимость факта?]. Начало работам было положено приказом Реввоенсовета СССР № 90. Ответственным за организацию работ был назначен первый секретарь обкома ВКП(б) С. М. Киров и командующий ЛенВО М. Н. Тухачевский.
Строительство не ограничивалось окраинами города, но распространилось на весь Карельский перешеек вплоть до Ладоги. К 1939 году работы, проводившиеся в обстановке повышенной секретности, были закончены.
Однако к началу войны укрепления на 50 процентов были демонтированы, поскольку граница значительно отодвинулась после разгрома Финляндии в 1940 году. Одновременно наиболее угрожаемым направлением стал считаться юг города, где недавно по планам намечалось создание городского центра. В северных районах (Парк Лесотехнической Академии, Шуваловская гора) началось строительство бункеров, а в городе — создание полос обороны, идущих параллельно Неве.

### Финляндия
Между Хельсинки и Берлином велись консультации насчёт потенциальной войны с СССР. Финское правительство предполагало быструю победу Третьего рейха над СССР. Масштаб финских планов по захвату советской территории является предметом споров. Официальной целью Финляндии было возвращение территорий, утраченных в результате Зимней войны, хотя, конечно, Финляндия ожидала большего. Рюти в октябре 1941 года сообщил посланнику Гитлера Шнурре (нем. Schnurre), что Финляндия хочет получить весь Кольский полуостров и Советскую Карелию с границей:
- от берега Белого моря у Онежского залива на юг до южной оконечности Онежского озера;
- вдоль реки Свирь и южного берега Ладожского озера;
- вдоль Невы до устья.

Рюти соглашался с немцами в том, что Ленинград должен исчезнуть как индустриальный центр, с возможным сохранением некоторой части как немецкого торгового порта.
Уже в феврале 1941 года немецкоe командование знало, что Финляндия планировала выставить на южном участке фронта четыре армейских корпуса с пятью дивизиями, атакующими Ленинград, двумя наступающими в направлении Онежского озера и двумя — на Ханко.
Финское командование хотело любой ценой избежать ответственности за начало военных действий. Так, массированные действия с территории Финляндии планировалось начать через восемь-десять дней после атаки Германии, в расчёте на то, что советское противодействие Германии за это время предоставит предлог для объявления Финляндией войны.

## Расстановка сил

### Финляндия
- Юго-Восточная армия в составе 6 дивизий и 1 бригады (командующий Эрик Хейнрихс) была развёрнута на Карельском перешейке.
- Карельская армия в составе 5 дивизий и 3 бригад (командующий Карл Леннарт Эш) должна была захватить Восточную Карелию, наступая по направлению на Петрозаводск и Олонец.
- Финские ВВС насчитывали около 300 самолётов.

### Германия
- Армия «Норвегия»

### СССР
24 июня 1941 был создан Северный фронт, 23 августа он был разделён на Карельский и Ленинградский фронты.
- 23-я армия Ленинградского фронта была развёрнута на Карельском перешейке. В её состав входило 7 дивизий, из них 3 танковых и моторизованных.
- 7-я армия Карельского фронта была развёрнута в Восточной Карелии. В неё входило 4 дивизии.
- ВВС Северного фронта насчитывали около 700 самолётов.
- Балтийский флот

## Война

### Начало боевых действий

#### События 21—24 июня
Осуществление гитлеровского плана «Барбаросса» началось на северной Балтике вечером 21 июня, когда 7 немецких минных заградителей, базировавшихся в финских портах, выставили два минных поля в Финском заливе.
Начиная с 22 июня 1941 года бомбардировщики немецких люфтваффе начали использовать финские аэродромы. Первые 43 немецких самолёта совершили вторжение в воздушное пространство СССР из воздушного пространства Финляндии около 4 часов 22 июня 1941 года над Карельским перешейком.
В середине дня 22 июня на одной из установленных мин подорвался и затонул советский товаро-пассажирский пароход «Рухно». Эти минные поля в конечном счёте смогли запереть советский Балтийский флот в восточной части Финского залива. Позднее тем же вечером немецкие бомбардировщики, пролетев вдоль Финского залива, заминировали гавань Ленинграда (кронштадтский рейд) и Неву. На обратном пути самолёты дозаправились на финском аэродроме в Утти.

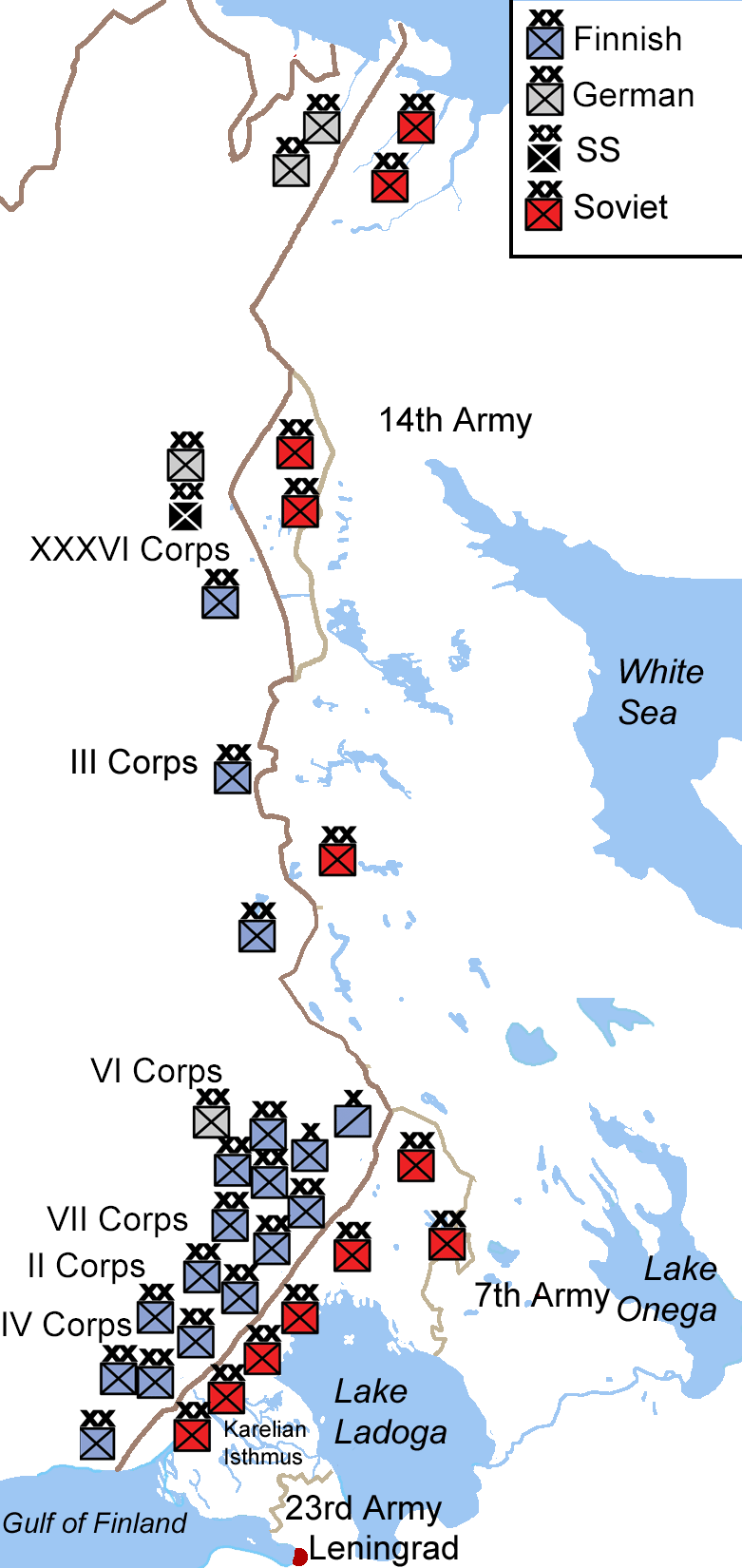
Расположение финских, немецких и советских войск к началу войны.

В утро того же дня немецкие войска, расквартированные в Норвегии, заняли  Петсамо. Началась концентрация немецких войск на границе с СССР. В начале войны Финляндия не позволяла немецким войскам нанести сухопутный удар со своей территории, и немецкие части в районе Петсамо и Салла были вынуждены воздержаться от перехода границы. Происходили лишь эпизодические перестрелки между советскими и финскими пограничниками.
22 июня в 4:30 финский морской десант под прикрытием боевых кораблей, перейдя границу территориальных вод, начал высадку на Аландских островах (операция "Регата"), являвшихся демилитаризованной зоной. Около 6 часов утра советские бомбардировщики появились в районе Аландских островов, зафиксировав присутствие финских броненосцев Вяйнямёйнен и Илмаринен, канонерки, а также ситуацию в форте Алскар (Fort Als-kar). В этот же день три финские подводные лодки поставили мины у эстонского побережья, причём их командиры имели разрешение атаковать советские корабли «в случае возникновения благоприятных условий для атаки».
В 7:05 утра финские морские суда подверглись атаке советских самолётов у о. Соттунга Аландского архипелага. В 7 ч 15 минут бомбы упали на форт Алскар, расположенный между Турку и Аландом, а в 7 ч 45 мин четыре самолёта нанесли удар по финским транспортам неподалёку от Корпо (Когро).
23 июня с двух немецких гидросамолётов Heinkel He 115, стартовавших с Оулуярви, недалеко от шлюзов Беломорско-Балтийского канала было высажено 16 финских диверсантов-добровольцев, набранных немецким майором Шеллером. По условию финнов, добровольцы были одеты в немецкую форму и имели немецкое оружие, поскольку финский Генштаб не хотел иметь отношения к диверсии. Диверсанты должны были взорвать шлюзы, однако из-за усиленной охраны сделать это им не удалось.
Сначала СССР пытался предотвратить вступление Финляндии в войну дипломатическими методами: 23 июня народный комиссар иностранных дел СССР В. М. Молотов вызвал к себе финского поверенного в делах Хюннинена и спросил его о том, что означает выступление Гитлера от 22 июня, в котором говорилось о немецких войсках, которые «в союзе с финскими товарищами … защищают финскую землю», но Хюннинен ответа дать не смог. Тогда Молотов потребовал от Финляндии чёткого определения её позиции — выступает ли она на стороне Германии или придерживается нейтралитета. Пограничникам было приказано открывать огонь только после начала финской атаки.
24 июня главком Сухопутных войск Германии направил указание представителю немецкого командования при ставке финской армии, в котором говорилось, что Финляндия должна подготовиться к началу операции восточнее Ладожского озера.
В тот же день из Хельсинки было эвакуировано советское посольство.

#### Советские налёты 25—30 июня

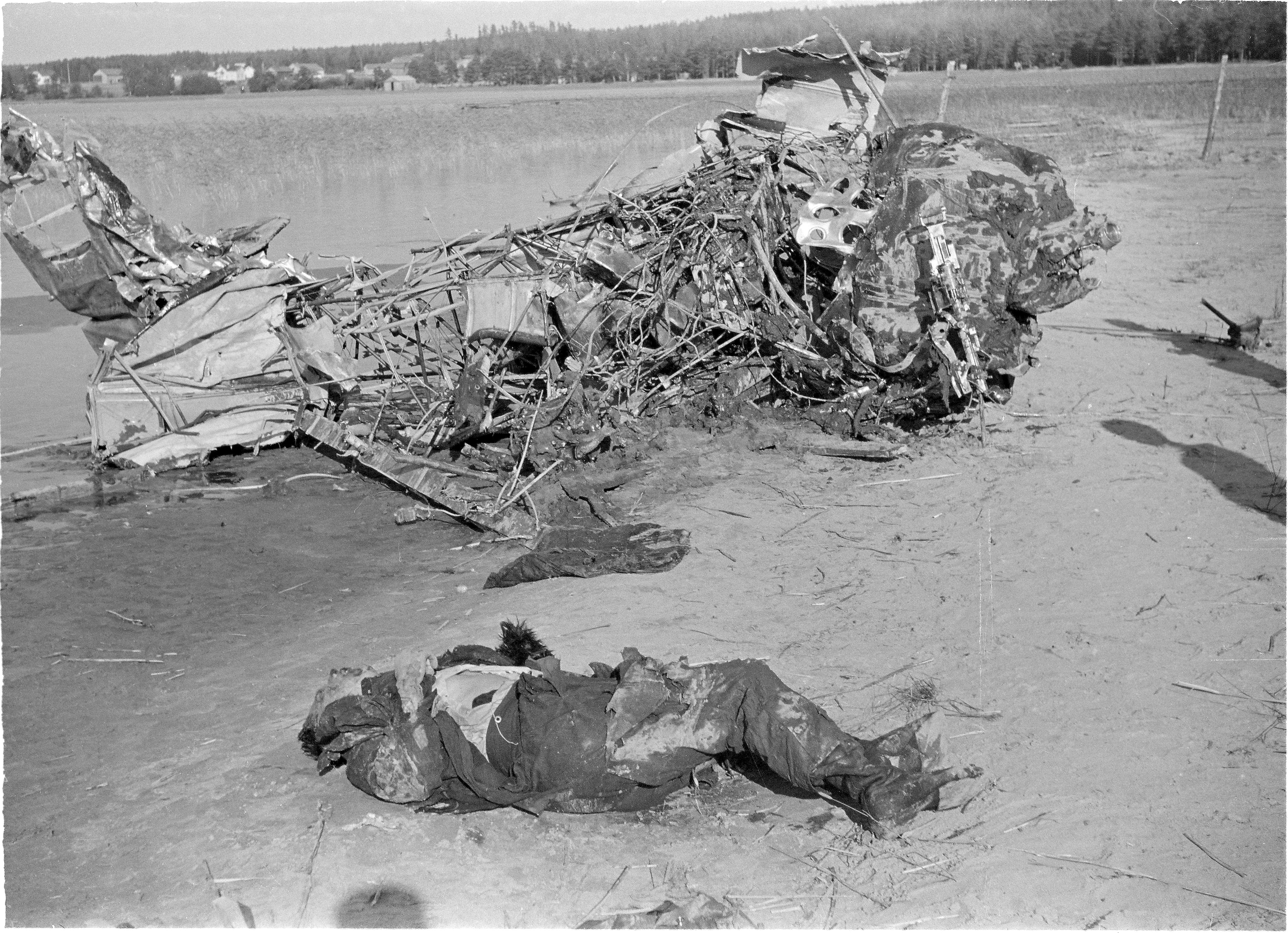
Сгоревший советский самолёт и его пилот. Утти, озеро Хауккаярви, 21.07.1941

Ранним утром 25 июня силы советской авиации под руководством командующего ВВС Ленинградского военного округа А. А. Новикова начали воздушную операцию против Финляндии и нанесли авиаудары по финской территории, в основном по базам люфтваффе, с использованием 263 бомбардировщиков. Во время отражения налётов в этот день было сбито 26 советских бомбардировщиков, а с финской стороны потери в людях и материальный ущерб, были не велики. В мемуарах Новикова указывается, что в первый день операции советской авиацией был уничтожен 41 самолёт противника. Операция продолжалась шесть суток, во время которой ударам подверглось 39 аэродромов на территории Финляндии. По оценке советского командования, в воздушных боях и на земле было уничтожено 130 самолётов, что заставило оттянуть финскую и немецкую авиацию на дальние тыловые базы и ограничило их манёвр. По финским архивным данным, налёт 25—30 июня не нанёс значимого военного урона: различные повреждения получили лишь 12—15 самолётов финских ВВС. При этом, существенные потери и разрушения понесли гражданские объекты — бомбардировке подверглись города Южной и Средней Финляндии, на которые было произведено несколько серий налётов, в том числе Турку (4 волны), Хельсинки, Котка, Рованиеми, Пори. Был серьёзно повреждён Абоский замок, один из старейших памятников архитектуры Финляндии. Многие бомбы были зажигательно-термитными. В Турку были предварительно разведаны в качестве целей — электростанция, порт, доки, аэродром.
В связи с этим финские политики и историки считают, что целью советских бомбардировок были города, а не аэродромы. Налёт оказал противоположное влияние на общественное мнение в Финляндии и предопределил дальнейшие действия финского руководства. Западные историки рассматривают этот налёт как неэффективный в военном смысле и грубую политическую ошибку.
На 25 июня была назначена сессия финского парламента, на которой, согласно мемуарам Маннергейма, премьер-министр Рангелл должен был сделать заявление о нейтралитете Финляндии в советско-германском конфликте, но советские бомбардировки дали повод ему заявить, что Финляндия вновь находится в состоянии оборонительной войны с СССР. Однако войскам было запрещено переходить границу до 24:00 28 июня 1941 года. 25 июня премьер-министр Рангелл в парламенте, а президент Рюти на следующий день в радиообращении констатировали, что страна стала объектом нападения и фактически находится в состоянии войны.
В 1987 году финский историк Мауно Иокипии в своей работе «Финляндия на пути к войне» проанализировал советско-финские отношения 1939—1941 годов и пришёл к выводу, что инициатива по втягиванию Финляндии в войну против СССР на стороне Германии принадлежит узкому кругу финских военных и политиков, считавших такое развитие событий единственно приемлемым в сложившейся сложной геополитической обстановке.

### Финское наступление 1941 года

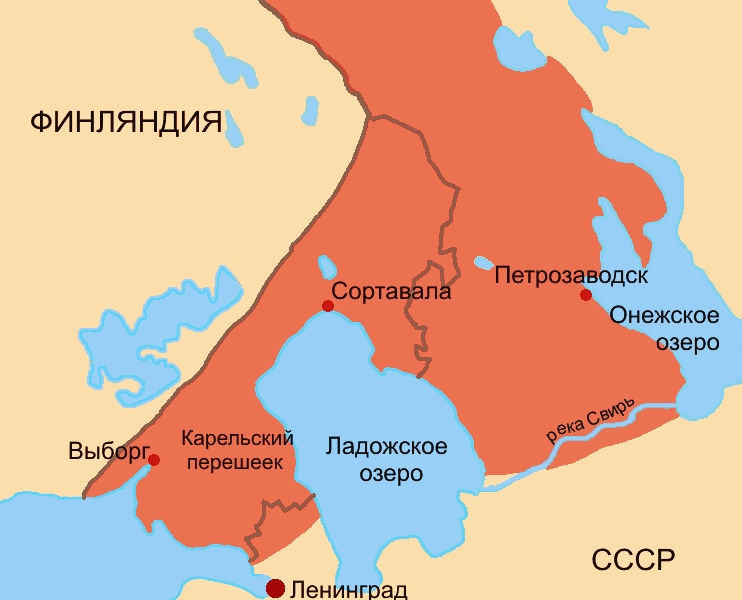
Граница максимального продвижения финской армии во время войны 1941—1944. На карте также показаны границы до и после Советско-финской войны 1939—1940 годов.

29 июня с территории Финляндии против СССР началось совместное наступление финских и германских войск. В тот же день началась эвакуация населения и производственного оборудования из Ленинграда. С конца июня по конец сентября 1941 года финская армия в ходе ряда операций заняла почти все территории, отошедшие к СССР по итогам советско-финской войны 1939—1940 годов, что рассматривалось руководством Финляндии как полностью оправданные действия по возвращению утраченных территорий.
10 июля Маннергейм написал в своём приказе № 3, что «… во время войны за независимость в 1918 году он обещал, что не вложит свой меч в ножны, пока „последний вояка Ленина и хулиган“ не будет изгнан из Финляндии и Беломорской Карелии».
28 августа 1941 года Вильгельм Кейтель направил Маннергейму предложение совместно с вермахтом взять штурмом Ленинград. Одновременно финнам предлагалось продолжить наступление южнее реки Свирь с целью соединения с немцами, наступающими на Тихвин. Маннергейм ответил, что переход Свири не соответствует интересам Финляндии. В воспоминаниях Маннергейма говорится, что, выслушав напоминание о том, что он поставил отказ от штурма города условием своего пребывания на посту главнокомандующего, прибывший в ставку президент Финляндии Рюти на немецкие предложения ответил 28 августа категорическим отказом от штурма, который был повторён 31 августа.

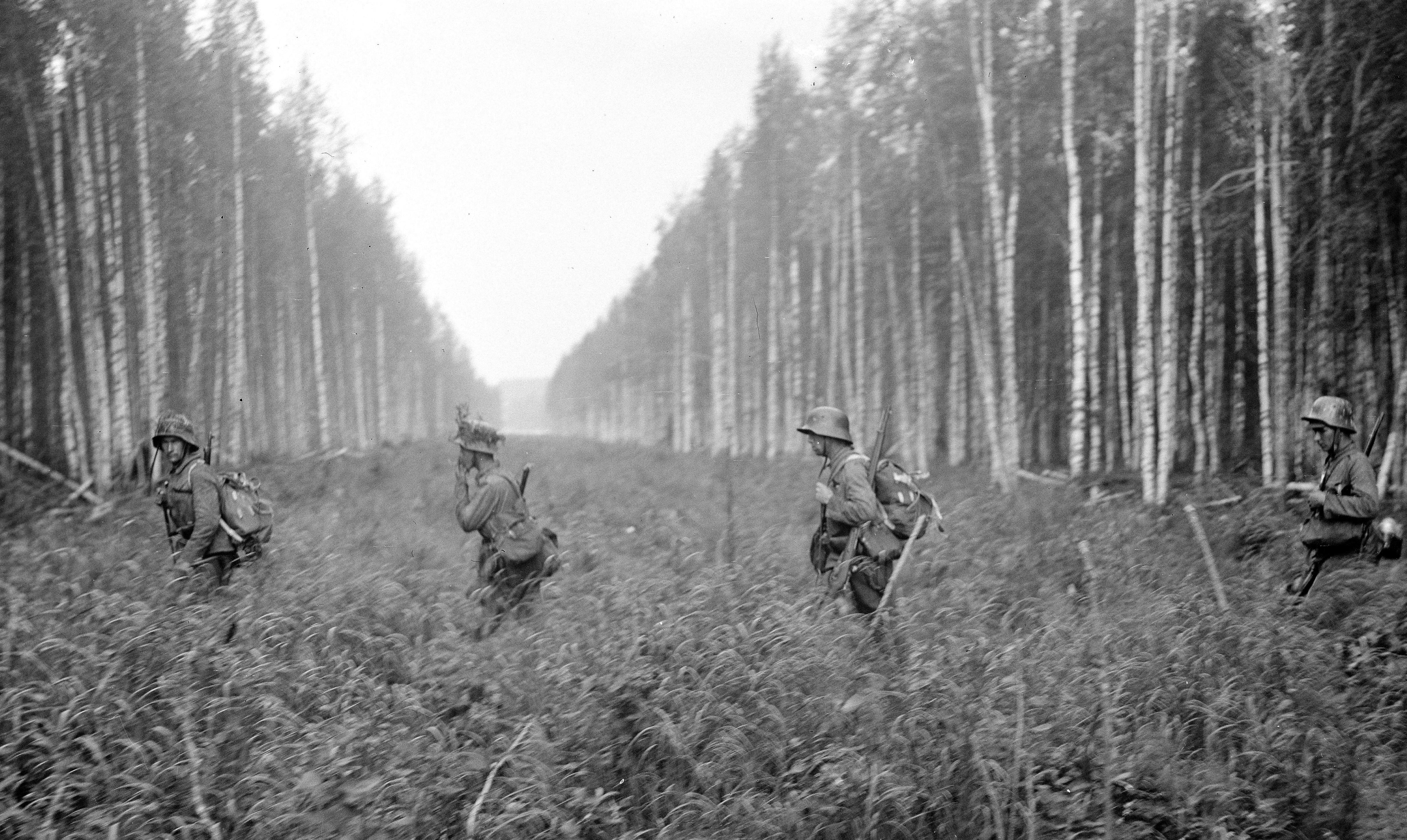
Финские солдаты пересекают границу с СССР в лесном массиве, лето 1941 года

31 августа финны вышли на старую советско-финскую границу около Ленинграда, тем самым замкнув полукольцо блокады города с севера. Советско-финская граница, существовавшая c 1918 года, была пересечена финскими войсками местами на глубину до 20 км, финны были остановлены на рубеже Карельского укрепрайона. Маннергейм отдал приказ войскам на Карельском перешейке перейти к обороне.
4 сентября 1941 года в ставку Маннергейма в Миккели был послан начальник главного штаба вооружённых сил Германии генерал Йодль. Но он и тогда получил отказ от участия финнов в наступлении на Ленинград. Вместо этого Маннергейм повёл успешное наступление к северу от Ладожского озера. 8 сентября немцы заняли Шлиссельбург, замкнув кольцо блокады Ленинграда с юга.
Также 4 сентября финская армия начала операцию по оккупации восточной Карелии, и к утру 7 сентября передовые части финской армии под командованием генерала Талвела вышли к реке Свирь. 1 октября советские части оставили Петрозаводск. Маннергейм пишет в своих мемуарах, что им было отменено переименование города в Яанислинна («Онежская крепость»), а также других населённых пунктов Карелии, не входивших в состав Великого княжества Финляндского. Он также отдаёт приказ, запрещающий финским самолётам летать над Ленинградом.
Советское командование в связи со стабилизацией обстановки на Карельском перешейке 5 сентября перебросило с данного участка на оборону южных подступов к Ленинграду две дивизии.
В самом Ленинграде продолжались работы на южных подступах к городу, в которых участвовало около полумиллиона жителей. Укрытия для командования сооружались на северной окраине, в том числе в горе «Парнас» в Шувалово и Парке Лесотехнической академии. Остатки этих сооружений сохранились до сих пор.
6 сентября Гитлер в своём приказе (Weisung № 35) назвал Ленинград «второстепенным театром военных действий» и предписывал Фельдмаршалу фон Леебу организовать блокаду города, а не позднее 15 сентября он должен был передать группе армий «Центр» все танки 4-й танковой группы Гёпнера и значительное число войск для того, чтобы «как можно быстрее» начать наступление на Москву.
10 сентября Фон Лееб продолжает укрепление блокадного кольца, оттягивая советские войска от помощи начавшей наступление 54-й армии.
В своих мемуарах Маннергейм пишет, что он категорически отвергал предложения о подчинении себе немецких войск, поскольку в этом случае он нёс бы ответственность за проведение ими военных операций. Немецкие войска в Заполярье попытались захватить Мурманск и перерезать Кировскую железную дорогу, но эта попытка по ряду причин не удалась. Дорога была перерезана финнами на участке Свирь — Масельская (к югу от Беломорска), и с 1941 по 1944 год этот участок оказался в зоне оккупации финской армии, а станция Свирь в этот период была переименована в Syväri. Однако в это же время была построена соединительная ветка от Беломорска до Обозера на Архангельском направлении, по которой и шли поставки грузов из Мурманска по ленд-лизу.
22 сентября правительство Великобритании заявило, что готово вернуться к дружественным отношениям с Финляндией при условии, что она прекратит военные действия против СССР и вернётся к границам 1939 года. На это был получен ответ о том, что Финляндия является обороняющейся стороной и потому инициатива по прекращению войны не может происходить от неё.
Со слов Маннергейма, 16 октября немцы попросили поддержать их в наступлении на Тихвин, но получили отказ. Немецкие войска, взявшие город 9 ноября и не получившие поддержки с финской стороны, 10 декабря вынуждены были его оставить.
6 ноября финны начали строительство на Карельском перешейке оборонительной линии Ваммелсуу — Тайпале (линии ВТ).
11 ноября о таком строительстве получили приказ войска на Олонецком перешейке.
28 ноября Англия предъявила Финляндии ультиматум, требуя прекращения военных действий до 5 декабря. Вскоре Маннергейм получил от Черчилля дружеское послание с рекомендацией де-факто выйти из войны, с объяснением этого наступлением зимних холодов. Однако финны отказались.
Финское командование стремилось получить контроль над «тремя перешейками»: Карельским, Олонецким и перешейком между Онегой и Сегозером и там закрепиться. При этом финнам удалось захватить Медвежьегорск (фин. Karhumäki) и Пиндуши, перерезав тем самым железную дорогу на Мурманск.
6 декабря финны захватывают при температуре −37° С Повенец, тем самым прекратив сообщение и по Беломоро-Балтийскому каналу.
В этот же день Великобритания объявила войну Финляндии, Венгрии и Румынии. В том же месяце войну Финляндии объявили британские доминионы — Канада, Новая Зеландия, Австралия и Южно-Африканский Союз. Поскольку финны стали считаться в Великобритании вражескими гражданами, они были интернированы в различные лагеря, такие как лагерь для интернированных Мураг на острове Мэн.
Немецкие неудачи под Москвой показали финнам, что война закончится не скоро. Вместе с тем, выйти из войны через сепаратный мир с СССР не представлялось возможным, поскольку такой шаг привёл бы к обострению отношений с Германией и возможной оккупации Финляндии.
К концу лета 1941 года мобилизация охватила 650 000 человек, или около 17,5 % населения Финляндии в 3,7 миллиона человек, поставив своеобразный рекорд в мировой истории. Это крайне тяжело отразилось на всех сторонах жизни государства: численность рабочих в промышленности упала на 50 %, в сельском хозяйстве — на 70 %. Производство продуктов в 1941 году упало на треть. Осенью 1941 года началась демобилизация солдат старших возрастов, а к весне 1942 года было демобилизовано 180 000 человек.
К концу 1941 года финские потери убитыми составили 80 % от числа потенциальных ежегодных призывников.
Уже в августе 1941 года финский военный атташе в Вашингтоне сказал, что финская «отдельная» война может завершиться отдельным миром.
К концу 1941 года линия фронта окончательно стабилизировалась. Финляндия, проведя частичную демобилизацию армии, перешла к обороне на достигнутых рубежах. Линия советско-финского фронта стабилизировалась до лета 1944 года.

### Реакции стран антигитлеровской коалиции
Финны рассчитывали на поддержку Великобритании и особенно США. Рюти сравнивал положение Финляндии в войне с СССР с положением Америки в войне с Англией в 1812 году: американцы сражались против англичан в Америке, но при этом они не были союзниками Наполеона.
В конце июня 1941 года госсекретарь США Корделл Халл действительно поздравил финнов с их успешным продвижением к старым границам, но уже через два месяца, когда финские планы, далеко превосходящие возврат территорий, утерянных в ходе Зимней войны, стали очевидными, поздравления сменились предупреждениями. Угроза перерезания финнами железной дороги на Мурманск стала слишком опасной для Великобритании и их (тогда неформального) союзника, США. Черчилль осенью 1941 года отмечал: «союзники не могут позволить финнам, действующим как сателлит Германии, перерезать основную линию связи с Западом». 29 ноября 1941 года Черчилль предложил Маннергейму выйти из войны; последний ответил твёрдым отказом.
К сожалению для обеих сторон, отношения США и Финляндии продолжали ухудшаться со вступлением США в войну. Условием улучшения отношений США поставили разрыв отношений Финляндии с Гитлером и обещание возврата всех захваченных у СССР территорий (кроме тех, которые отошли к СССР по Московскому договору). Однако поскольку немцы продолжали удерживать инициативу на Восточном фронте, Финляндия в ответ ограничивалась неопределёнными словами.

### Участие в блокаде Ленинграда
Финские войска в течение трёх лет обеспечивали блокаду Ленинграда с севера, хотя вначале финское руководство ожидало падения города уже осенью 1941 года. Историк Н. И. Барышников в своей работе пишет, со ссылкой на «Akten zur deutschen auswärtigen Politik. 1918—1945», что ещё 11 сентября 1941 года президент Финляндии Рюти сообщил германскому посланнику в Хельсинки:

Если Петербург не будет больше существовать как крупный город, то Нева была бы лучшей границей на Карельском перешейке… Ленинград надо ликвидировать как крупный город.— Барышников Н. И. Блокада Ленинграда и Финляндия. 1941—1945. СПб-Хельсинки, 2002, стр. 20
 В своей телеграмме немецкий посол Виперт фон Блюхер сообщил, что такие мысли Рюти, Ристо|Рюти высказал в ходе их конфиденциальной встречи за ужином.
Оригинальный текст (нем.)4.) Das kleine finnische Volk mit großem Territorium müsse auf kurze Grenze Gewicht legen. Swir-Grenze mit Glacis davor erfülle diese Forderung. Wenn Petersburg nicht als Großstadt bestehen bliebe, würde Newa auf Karelischer Enge beste Grenze bilden.

8.) Es sei politische Notwendigkeit, den Bolschewismus diesmal zu vernichten. Dabei müsse Leningrad als Großstadt verschwinden.— Akten zur deutschen auswärtigen Politik : 1918 - 1945. Serie D. Band XIII, s. 301.
Действиями финских и германских войск городу были перекрыты почти все коммуникации, связывающие его с остальной частью СССР. Совместно с Германией была установлена морская блокада города, прервавшая его связь с нейтральными государствами (проход кораблей через Балтийское море был невозможен и без Финляндии). На суше финскими войсками были перекрыты пути сообщения Ленинграда с остальной территорией СССР: по железной дороге (захваченной у Финляндии ранее) шедшей через Карельский перешеек и севернее Ладожского озера на Петрозаводск, в сентябре 1941 года была перерезана Кировская железная дорога, связывавшая город с Мурманском и Архангельском; были перекрыты пути подвоза внутренними водными путями — Беломорско-Балтийский канал был перерезан со взятием Повенца 6 декабря 1941 года, также с выходом финнов к Свири был перерезан[когда?] Волго-Балтийский водный путь, являвшийся до войны основным маршрутом доставки грузов внутренними водами в Ленинград.

### Политические события в 1941—1943 годах

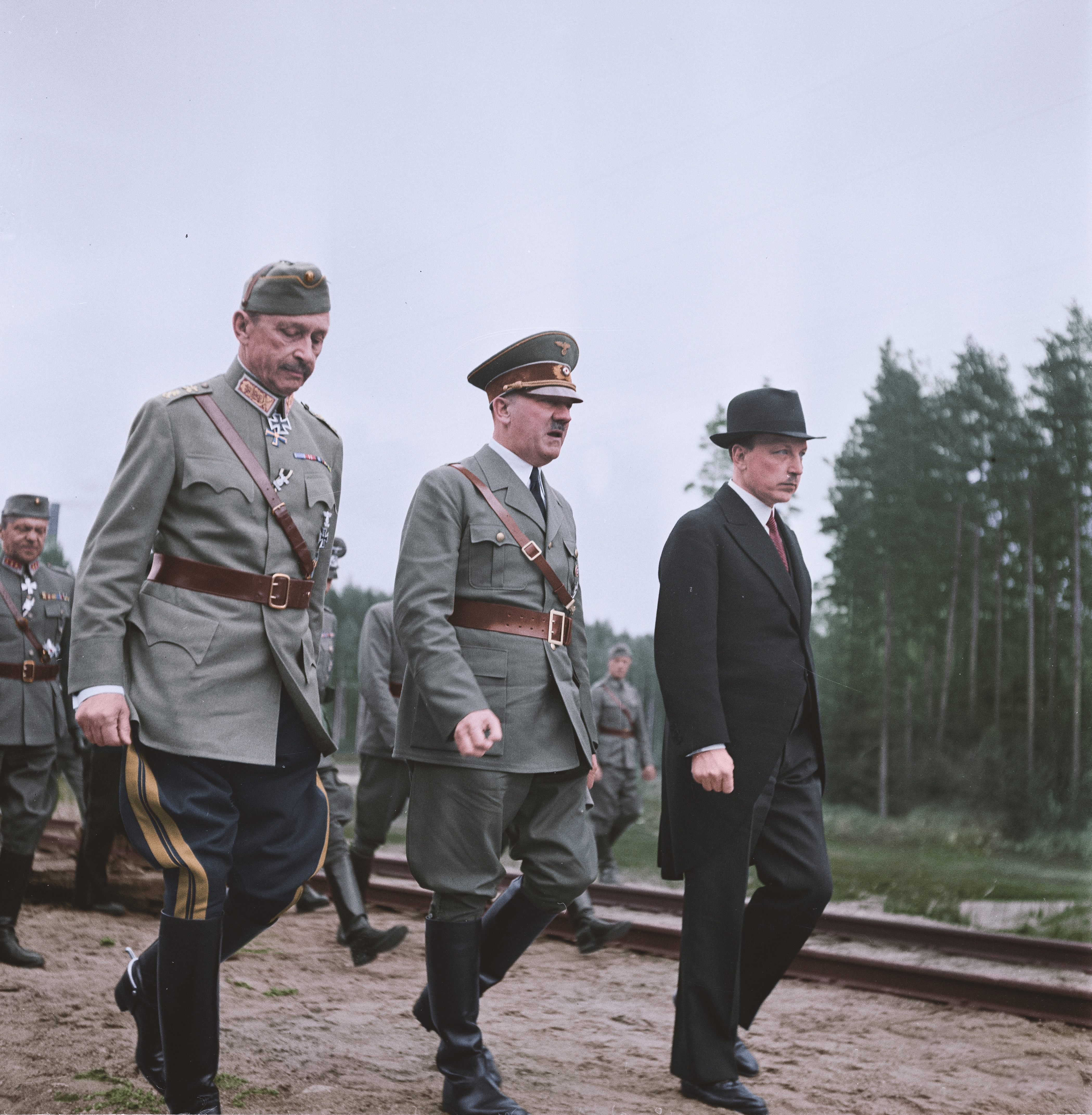
А. Гитлер с маршалом К. Маннергеймом и президентом Финляндии Р. Рюти, 1942 г.

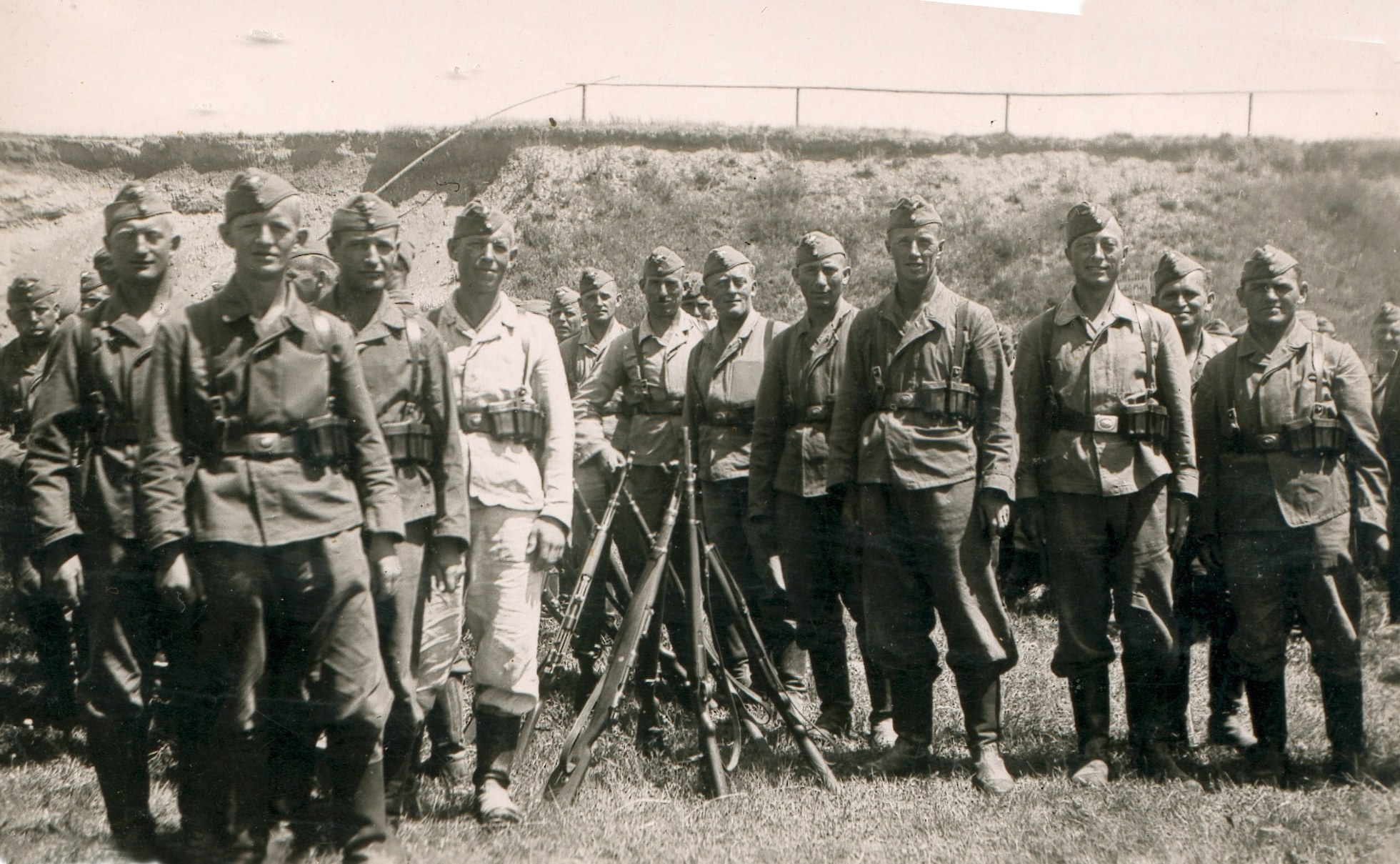
Немецкие солдаты в Рованиеми, 1942.

К концу августа 1941 года финские войска вышли на старую советско-финскую границу на всём её протяжении. Дальнейшее наступление в сентябре привело к конфликтам внутри самой армии, в правительстве, парламенте и обществе.
Ухудшились международные отношения, в особенности с Великобританией и Швецией, чьи правительства в мае-июне получили заверения от Виттинга (главы финского МИДа), что Финляндия, якобы, не имеет абсолютно никаких планов проведения совместной с Германией военной кампании, а финские приготовления имеют чисто оборонительный характер.
В июле 1941 страны Британского содружества наций объявили блокаду Финляндии. 31 июля британские ВВС нанесли авиаудар по немецким войскам в секторе Петсамо.
11 сентября Виттинг проинформировал посла США в Финляндии Артура Шенфилда, что наступательная операция на Карельском перешейке остановлена на старой (до Советско-финской войны 1939—1940 годов) границе и что «ни при каких обстоятельствах» Финляндия не примет участия в наступательной операции против Ленинграда, а будет поддерживать статичную оборону в ожидании политического разрешения конфликта. Виттинг обратил внимание Шенфилда, однако, на то, что Германия не должна узнать об этом разговоре.
22 сентября 1941 года британское правительство под угрозой объявления войны потребовало от правительства Финляндии очистить финскую территорию от немецких войск и отвести финские войска из восточной Карелии на границу 1939 года. В связи с невыполнением этого требования, война была объявлена метрополией 6 декабря 1941 года в День независимости Финляндии, Канадой и Новой Зеландией — 7 декабря 1941 года, 9 декабря 1941 года — Австралией и Южной Африкой.
Активный поиск путей к заключению мира Финляндия начала с февраля 1943 года, после немецкого поражения в битве под Сталинградом. 2 февраля капитулировали остатки 6-й немецкой армии, и уже 9 февраля высшее руководство Финляндии провело закрытое заседание парламента, на котором, в частности, было заявлено:

Силы немцев, бесспорно, начинают иссякать… за зиму Германия и её союзники потеряли почти 60 дивизий. Восполнить такие потери едва ли удастся. Судьбу нашей страны мы до сих пор связывали с победой германского оружия, но в связи с развитием ситуации лучше привыкать к той возможности, что мы ещё раз будем вынуждены подписать Московский мирный договор. У Финляндии пока ещё нет свободы для проведения собственной внешнеполитической линии, и она, таким образом, должна продолжать борьбус.440.

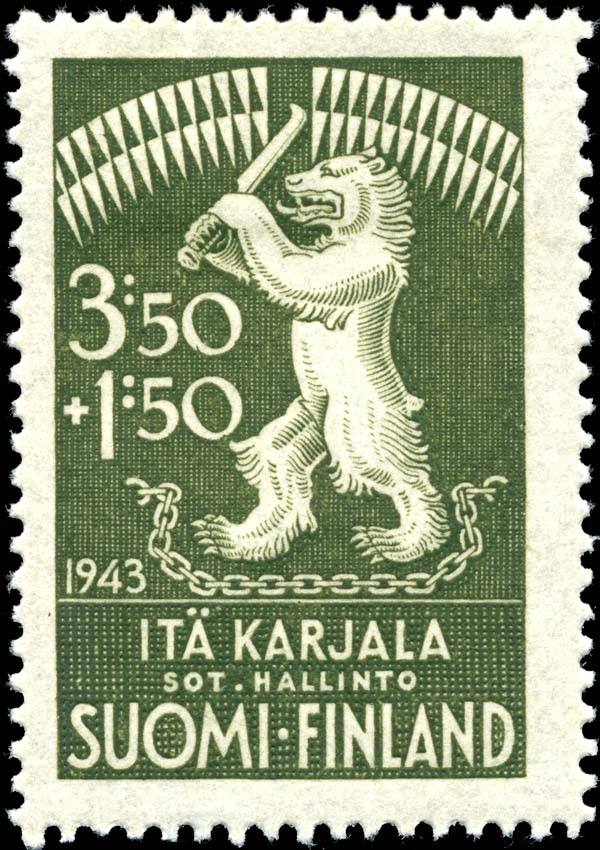
Почтово-благотворительная марка Карелии, выпущенная во время оккупации Финляндией в 1943 г.

Дальнейшее развитие событий в Финляндии схематично представлено ниже:
- 15 февраля 1943 социал-демократы выступили с заявлением, в котором указывалось, что Финляндия имеет право на выход из войны в тот момент, который она сочтёт желательным и возможным.
- 20 марта Государственный департамент США официально предложил свою помощь в обеспечении выхода Финляндии из войны. Предложение было отклонено как преждевременное.
- В марте Германия потребовала от финнов подписания формального обязательства о военном союзе с Германией под угрозой прекращения поставок оружия и продовольствия. Финны ответили отказом, после чего был отозван немецкий посол в Финляндии.
- К марту президент Рюти удалил из правительства сторонников «Великой Финляндии» и начались попытки достижения договорённости с СССР через посредничество США и Швеции. В 1943 году эти попытки оказались неуспешными, так как финны настаивали на сохранении границ, существовавших до 1940 года[131].
- В начале июня Германия прекратила поставки, однако финны свою позицию не изменили. Поставки возобновились в конце месяца без каких-либо условий.
- В конце июня по инициативе Маннергейма был распущен финский батальон СС, сформированный из добровольцев весной 1941 года (участвовал в боевых действиях против СССР в составе 5-й танковой дивизии СС «Викинг»).
- В июле начались контакты финнов с СССР через советское посольство в Швеции (возглавлявшееся в то время Александрой Коллонтай).
- Осенью 1943 года 33 человека из числа известных граждан Финляндии, в том числе несколько депутатов парламента, направили президенту письмо с пожеланием, чтобы правительство приняло меры к заключению мира. Письмо, известное как «Обращение тридцати трёх», было опубликовано в шведской прессе.
- В начале ноября социал-демократическая партия выступила с новым заявлением, где не только подчёркивалось право Финляндии по своему усмотрению выйти из войны, но и отмечалось, что этот шаг следует предпринять без задержки.

Категорический отказ Маннергейма участвовать в начатой Германией после Сталинграда «Тотальной войне» нашёл своё понимание в командовании вермахта. Так, посланный осенью в Финляндию Йодль дал следующий ответ на позицию Маннергейма:

Ни у одной нации нет бо́льшего долга, чем сохранение своей страны. Все другие точки зрения должны уступить этому путь, и никто не имеет права требовать, чтобы какой-либо народ стал умирать во имя другого народа.

1 декабря 1943 года на конференции в Тегеране президент США Ф. Рузвельт спросил у И. Сталина, согласен ли он обсудить вопрос о Финляндии. Может ли правительство Соединённых Штатов сделать что-либо для того, чтобы помочь вывести Финляндию из войны? Так началась беседа о Финляндии между И. Сталиным, У. Черчиллем и Ф. Рузвельтом. Главный итог беседы: «большая тройка» одобрила условия И. Сталина по Финляндии.

### Политические события января — мая 1944 года

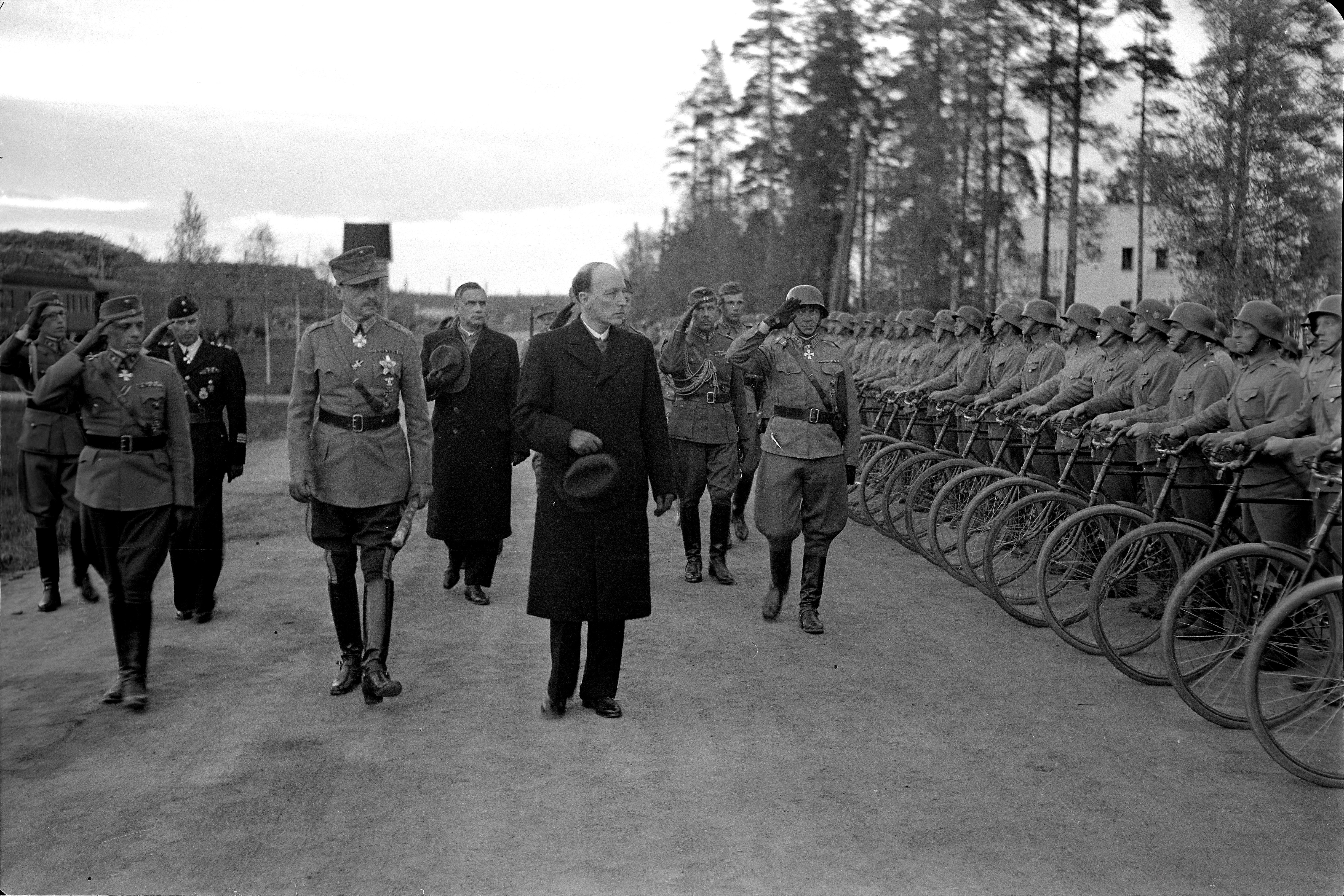
Маршал Маннергейм и президент Рюти инспектируют войска в Энсо (ныне Светогорск).
4 июня 1944

В январе — феврале советские войска в ходе Ленинградско-Новгородской операции сняли 900-дневную блокаду Ленинграда немецкими войсками с юга. Финские войска оставались на подступах к городу с северного направления.
В феврале советская авиация дальнего действия предприняла три массированных авианалёта на Хельсинки: в ночь на 7, 17 и 27 февраля; всего свыше 6000 самолёто-вылетов. Повреждения были скромными — в черте города упало 5 % сброшенных бомб.
Вот как описывает события командующий авиацией дальнего действия (АДД) Ставки Верховного Главнокомандования А. Е. Голованов: «я получил указания Сталина, чтобы одновременно с поддержкой наступательных действий войск Ленинградского фронта были проведены все необходимые мероприятия по подготовке удара по военно-промышленным объектам Финляндии с таким расчётом, чтобы выполнение этой задачи началось в считанные часы после получения приказа. Удар наносить по порту Хельсинки, железнодорожному узлу и военным объектам, расположенным в предместьях города. От массированного удара собственно по городу воздержаться. В первый налёт направить несколько сот самолётов, а при дальнейшей надобности, если таковая возникнет, количество самолётов, участвующих в налётах, наращивать… В ночь на 27 февраля был нанесён ещё один удар по району Хельсинки. Если бы масса самолётов, принимавшая участие в этом налёте, нанесла удар собственно по Хельсинки, то можно сказать, что город прекратил бы своё существование. Налёт был грозным и последним предупреждением. Вскоре мной было получено указание Сталина — боевую деятельность АДД на территории Финляндии прекратить. Так было положено начало переговорам о выходе Финляндии из войны».
16 марта президент США Рузвельт публично высказал пожелание о выходе Финляндии из войны.
20 марта немецкие войска оккупировали Венгрию, после того как она стала зондировать западные державы в отношении возможности заключения мира.
1 апреля, с возвращением финской делегации из Москвы, стали известны требования советского правительства:
- Граница на условиях Московского мирного договора от 1940 года;
- Интернирование силами финской армии немецких частей в Финляндии до конца апреля;
- Репарации в размере 600 млн долларов США, которые должны быть выплачены в течение 5 лет.

Камнем преткновения стал вопрос о репарациях — после поспешно проведённого анализа возможностей финской экономики, размер и сроки репараций были признаны абсолютно нереальными. 18 апреля Финляндия ответила отказом на советские предложения.

### Советское наступление летом 1944 года

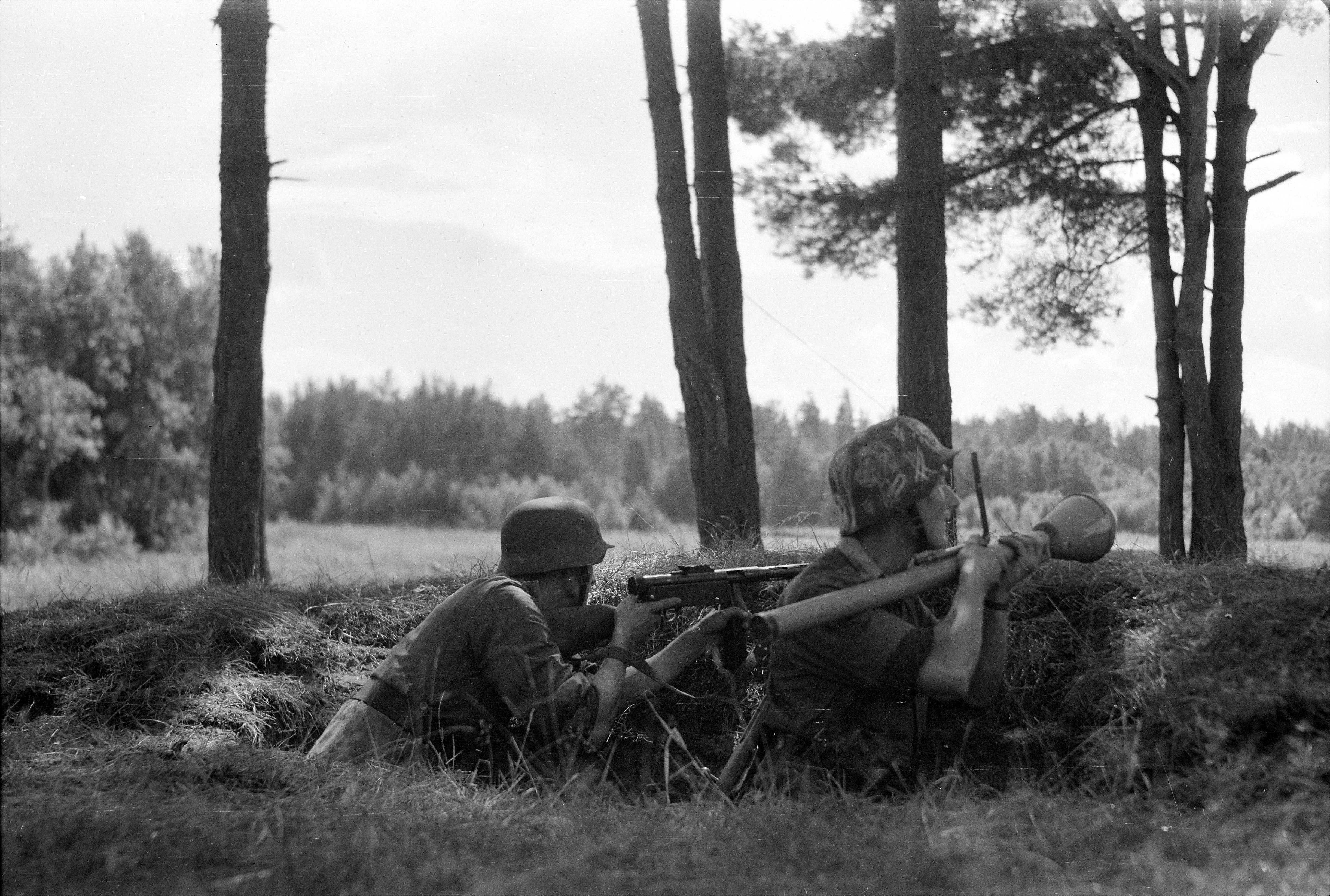
Финские солдаты в окопах под Ихантала. Один из солдат держит немецкий фаустпатрон.

10 июня 1944 года (через четыре дня после высадки союзников в Нормандии) началась Выборгская операция. Финское направление было для советского командования второстепеннымс.472. Наступление на этом направлении преследовало цели отбросить финские войска от Ленинградас.296, и вывести Финляндию из войны до наступления на Германиюс.473.
Советские войска, за счёт массового применения артиллерии, авиации и танков, а также при активной поддержке Балтийского флота, взломали одну за другой линии обороны финнов на Карельском перешейке и 20 июня взяли штурмом Выборг.
Финские войска отошли на третью оборонительную линию Выборг — Купарсаари — Тайпале (известную также как «Линия VKT») и, за счёт переброски всех имеющихся резервов из восточной Карелии, смогли занять там прочную оборону. Это, однако, ослабило финскую группировку в восточной Карелии, где 21 июня, с началом Свирско-Петрозаводской операции, войска Карельского фронта также перешли в наступление и 28 июня освободили Петрозаводск.
19 июня маршал Маннергейм обратился к войскам с призывом во что бы то ни стало удержать третью полосу обороны. «Прорыв этой позиции, — подчёркивал он, — может решительным образом ослабить наши возможности к обороне».
На протяжении всего советского наступления Финляндия остро нуждалась в эффективных противотанковых средствах. Такие средства могла предоставить Германия, которая за это, однако, требовала подписания Финляндией обязательства не заключать сепаратный мир с СССР. С этой миссией 22 июня в Хельсинки прибыл министр иностранных дел Германии Риббентроп.
Вечером 23 июня, когда Риббентроп ещё оставался в Хельсинки, финское правительство через Стокгольм получило от советского правительства записку следующего содержания:

Поскольку финны несколько раз обманывали нас, мы хотим, чтобы правительство Финляндии передало подписанное президентом и министром иностранных дел сообщение, что Финляндия готова сдаться и обратиться к советскому правительству с просьбой о мире. Если мы получим от правительства Финляндии эту информацию, Москва готова принять финскую делегацию.
Таким образом, руководство Финляндии встало перед выбором — необходимо было выбрать либо безусловную капитуляцию перед СССР, либо подписание соглашения с Германией, которое, по мнению Густава Маннергейма, увеличило бы возможности для приемлемого мира без условийс.464. Финны предпочли последнее, однако брать на себя обязательства о незаключении сепаратного мира с СССР финны не хотели.

Советские военнослужащие восстанавливают пограничный знак на границе с Финляндией. 1944 год.

В итоге 26 июня президент Финляндии Рюти единолично подписал письмо, в котором было сказано, что ни он (президент), ни его правительство не будут действовать в целях заключения такого мира, который не одобрила бы Германия.
На фронте с 20 по 24 июня советские войска безуспешно пытались прорвать линию ВКТ. В ходе боёв было выявлено слабое место обороны — вблизи населённого пункта Тали, где местность была пригодна для применения танков. С 25 июня на этом участке советское командование массированно применило бронетехнику, что позволило внедриться вглубь обороны финнов на 4—6 км. После четырёх суток непрерывных боёв финская армия отвела линию фронта назад с обоих флангов прорыва и заняла позиции на удобном, но не укреплённом рубеже Ихантала.
30 июня произошло решающее сражение под Иханталой. 6-я дивизия — последняя финская часть, переброшенная из Восточной Карелии, — успела занять позиции и стабилизировала оборону — финская оборона устояла, что самим финнам казалось «настоящим чудом». Финская армия заняла рубеж, который на 90 процентов проходил по водным препятствиям, имевшим ширину от 300 м до 3 км. Это позволило создать в узких проходах прочную оборону и иметь сильные тактические и оперативные резервы. К середине июля на Карельском перешейке действовало до трёх четвертей всей финской армии.
С 1 по 7 июля была предпринята попытка высадки десанта через Выборгский залив во фланг линии ВКТ, в ходе которой были захвачены несколько островов в заливе. 9 июля была предпринята последняя попытка прорыва линии ВКТ — под прикрытием дымовой завесы советские войска форсировали реку Вуоксу и захватили плацдарм на противоположном берегу. Финны организовали контратаки, но не смогли ликвидировать плацдарм, хотя и не дали его расширить. Бои на этом участке продолжались до 20 июля. Попытки форсировать реку на других направлениях были отбиты финнами. С 12 июля 1944 года Ставка приказала Ленинградскому фронту перейти к обороне на Карельском перешейке. Войска Карельского фронта продолжили наступление и к 9 августа вышли на линию Кудамгуба — Куолисма — Питкяранта.

## Выход Финляндии из войны

Подписание Соглашения о перемирии от 19 сентября 1944 года. На фотографии запечатлено подписание Соглашения А. А. Ждановым. 19 сентября 1944 г.

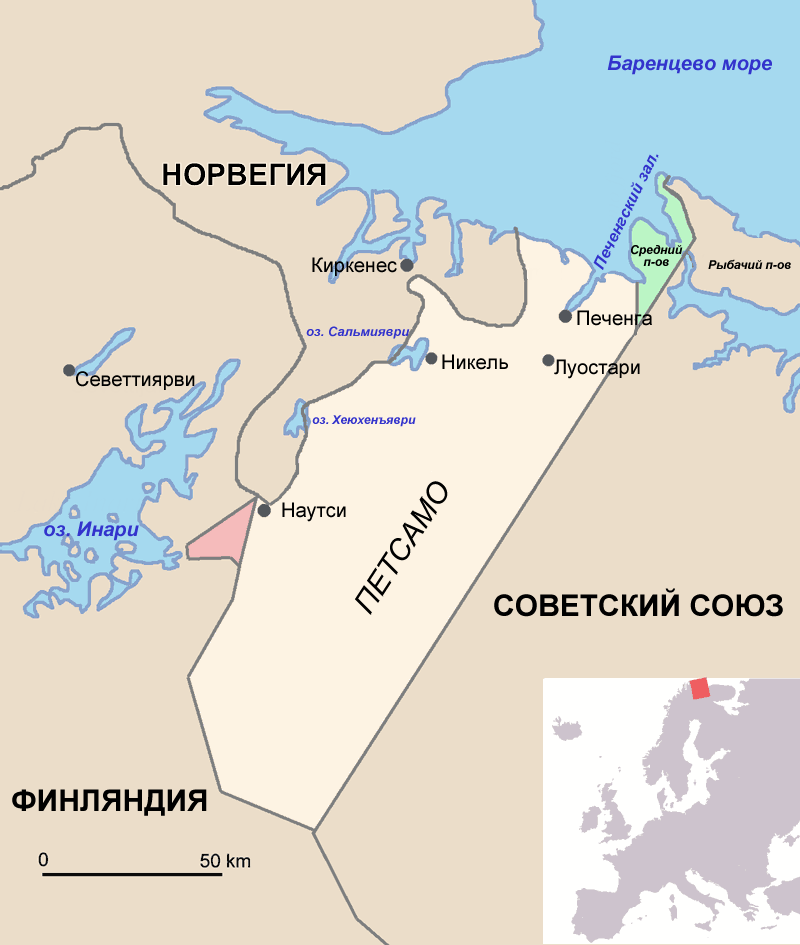
Финская часть полуострова Рыбачий, которая перешла к Советскому Союзу после Советско-финской войны (1939).
Историко-географическая область Петсамо, которая перешла к Советскому Союзу после Советско-финской войны (1941—1944).
Сектор Янискоски — Нискакоски куплен Советским Союзом в 1947.

1 августа 1944 года президент Рюти ушёл в отставку. 4 августа парламент Финляндии привёл Маннергейма к присяге в качестве президента страны.

### Условия мира
25 августа финны запросили у СССР (через советского посла в Стокгольме) условия прекращения боевых действий. Советское правительство выдвинуло два (согласованных с Великобританией и США) условия:
1. немедленный разрыв отношений с Германией;
2. вывод немецких войск в срок до 15 сентября, а при отказе — интернирование.

2 сентября Маннергейм направил письмо Гитлеру с официальным предупреждением о выходе Финляндии из войны. Гитлер ещё до его получения серьёзно рассматривал план осуществления военного переворота в Финляндии с заменой Маннергейма на генералов из числа бывших бойцов сформированного в 1916 году в Германии 27-го Прусского Королевского егерского батальона, составлявших основу высшего командного состава финской армии, но из-за стремительного развития событий этот план не был разработан и тем более не осуществлялся.
4 сентября вступил в силу приказ финского главного командования о прекращении боевых действий по всему фронту. Боевые действия между советскими и финскими войсками закончились. Прекращение огня вступило в силу в 7.00 с финской стороны, Советский Союз прекратил военные действия сутки спустя, 5 сентября. Советские войска в течение суток захватывали в плен парламентёров и сложивших оружие. Инцидент был объяснён бюрократической задержкой.
19 сентября в Москве было подписано Соглашение о перемирии с СССР и Великобританией, действовавшими от имени стран, находящихся в состоянии войны с Финляндией. Финляндия приняла следующие условия:
- возврат к границам 1940 года с дополнительной уступкой Советскому Союзу сектора Петсамо;
- сдача СССР в аренду полуострова Порккала (расположенного вблизи Хельсинки) сроком на 50 лет (возвращён финнам в 1956);
- предоставление СССР прав транзита войск через Финляндию;
- репарации в размере 300 млн долларов США, которые должны быть погашены поставками товаров в течение 6 лет[130]ср.484—487;
- снятие запрета на компартию[146].

Мирный договор между Финляндией и странами, с которыми она находилась в состоянии войны, был подписан 10 февраля 1947 года в Париже.

### Лапландская война
В этот период, по воспоминаниям Маннергейма, немцы, силы которых в количестве 200 000 человек находились на севере Финляндии под командованием генерала Рендулича, не покинули страну в ультимативно поставленные финнами сроки (до 15 сентября). Ещё 3 сентября финны начали переброску войск с советского фронта на север страны (Каяани и Оулу), где были расположены немецкие части, а 7 сентября финны начали эвакуацию населения с севера Финляндии на юг и в Швецию. 15 сентября немцы потребовали от финнов сдать остров Гогланд, а после отказа попытались захватить его силой. Началась Лапландская война, которая продолжалась до апреля 1945 года. В Лапландии немцы старались удержать никелевые месторождения, поскольку у Германии не хватало цветных металлов.

## Итоги войны

### Обращение с гражданским населением

Фотография концлагеря (т. н. «переселенческого» лагеря), располагавшегося в Петрозаводске в районе Перевалочной биржи на Олонецкой улице. Этот не постановочный снимок был сделан военным корреспондентом Галиной Санько сразу после освобождения Петрозаводска 30 июня 1944 года и использовался советской стороной на Нюрнбергском процессе.

Обе стороны интернировали во время войны граждан по национальному признаку. Финскими войсками на протяжении почти трёх лет была оккупирована часть Карелии. На оккупированных территориях было интернировано нефинноязычное население.
Всего в финские концлагеря было помещено около 24 тыс. человек местного населения из числа этнических русских, из которых, по финским данным, около 4 тыс. погибло от голода.
Советские войска вошли в Петрозаводск 28 июня 1944.
Война не обошла стороной и финское население. Около 180 тыс. жителей вернулись на отвоёванные у СССР территории начиная с 1941 года, но после 1944 года они и ещё около 30 тыс. человек вновь вынуждены эвакуироваться во внутренние районы Финляндии.
Финляндия приняла 65 000 советских граждан, ингерманландцев, оказавшихся в немецкой зоне оккупации. 55 000 из них по требованию СССР вернулись в 1944 году и были расселены в Псковской, Новгородской, Великолукской, Калининской и Ярославской областях. Возвращение в Ингерманландию стало возможным только в 1970-е годы. 
Неоднократные эвакуации местного населения, проводимые со стороны финских властей, выселения и депортации, осуществляемые советской стороной, в том числе переселение на территорию Карельского перешейка жителей из центральных областей России, привели к полному уничтожению хуторного хозяйства и традиционной для этих мест системы землепользования, а также ликвидации остатков материальной и духовной культуры карельского этноса на Карельском перешейке.

### Обращение с военнопленными

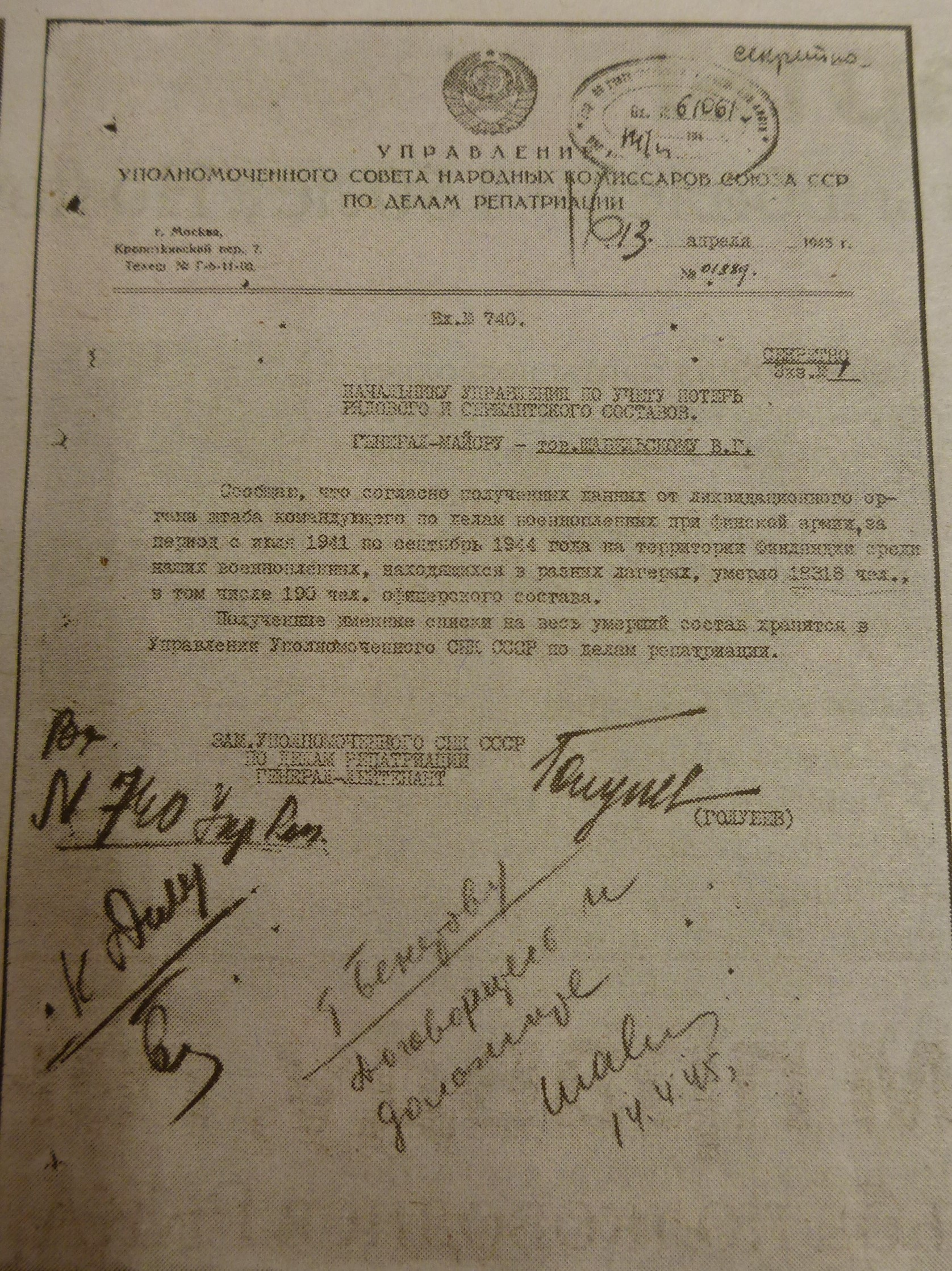
Письмо заместителя Уполномоченного СНК СССР по делам репатриации К. Д. Голубева от 13 апреля 1945 года о том, что в финском плену умерли 18 318 советских военнослужащих.

Из более чем 64 тыс. советских военнопленных, прошедших через финские концентрационные лагеря, по финским данным, умерло более 18 тыс. По материалам Союзной контрольной комиссии по Финляндии, на июнь 1945 года было учтено 63 641 человек в финском плену, из них возвращены в СССР 42 503 человека, умерло и убито в плену 18 422 человека, бежало из плена и отказалось возвращаться в СССР 1 037 человек, судьбу 1 679 человек установить не удалось. Историк Виктор Земсков отмечал, что по финскому плену существуют точные данные — 64 188 пленных, из которых 19 016 человек умерли.
Согласно мемуарам Маннергейма, в письме от 1 марта 1942 года, направленного им Председателю Международного Красного Креста, было отмечено, что Советский Союз отказался присоединиться к Женевской конвенции и не дал гарантий, что жизнь финских военнопленных будет в безопасности. Впрочем, Финляндия будет стремиться точно выполнять условия конвенции, хотя не имеет возможности надлежащим образом кормить советских пленников, поскольку продовольственные пайки финского населения сокращены до минимума. Маннергейм констатирует, что при обмене военнопленными после заключения перемирия оказалось, что, по его меркам, весьма большое количество финских военнопленных погибло в советских концентрационных лагерях до 1944 года из-за плохих условий содержания.
Большинство выживших в финском плену советских военнослужащих было до конца 1944 года выдано советской стороне. По данным на 31 октября 1944 года из Финляндии в СССР было репатриировано 29 990 советских военнопленных, по данным на 30 декабря того же года количество репатриированных советских военнопленных из Финляндии составило уже 42 334 человека.
Количество финских военнопленных за время войны, по данным НКВД, составило 2 476 человек, из которых в 1941—1944 гг., во время пребывания на территории СССР, умерло 403 человека. Обеспечение военнопленных питанием, лекарственными препаратами, медикаментами было приравнено к нормам обеспечения раненых и больных Красной Армии. Основными причинами гибели финских военнопленных были дистрофия (вследствие недостаточного питания) и длительное пребывание пленных в товарных вагонах, практически не отапливаемых и не оборудованных для содержания в них людей.

### Суд над финскими военными преступниками
15 ноября 1945 года начался судебный процесс над восемью финскими государственными деятелями, в вину которым ставилось развязывание войны против СССР. На скамье подсудимых оказались:
- Ристо Рюти (Risto Ryti, 1889—1956), занимавший пост президента страны с 19 декабря 1940 года и ушедший в отставку 1 августа 1944 года, чтобы дать возможность Маннергейму начать переговоры с СССР об условиях заключения мира;
- Вяйнё Таннер (Väinö Tanner, 1881—1966), лидер финских социал-демократов, занимавший пост министра иностранных дел в период Зимней войны (1939—1940) и возглавлявший Министерство финансов во время Войны-продолжения (1941—1944), член Комитета по иностранным делам;
- Йохан Вильгельм Рангелл (J. W. Rangell, 1894—1982), премьер-министр с января 1941-го по март 1943 года;
- Эдвин Линкомиес (Edwin Linkomies, 1894—1963), премьер-министр в 1943—1944 гг.;
- Хенрик Рамсей (Henrik Ramsay, 1886—1951), министр иностранных дел в 1943—1944 гг., член Комитета по иностранным делам;
- Тойво Микаэль Кивимяки (T. M. Kivimäki, 1886—1968), посол Финляндии в Берлине в 1940—1944 гг.;
- Тюко Рейникка[фин.] (Tyko Reinikka, 1887—1964), второй министр финансов в 1943—1944 гг., член Комитета по иностранным делам,
- Антти Кукконен[фин.] (Antti Kukkonen, 1889—1979), министр просвещения в 1941—1943 гг., член Комитета по иностранным делам.

Судебный процесс над финскими политиками состоялся по требованию Контрольной комиссии, возглавляемой Ждановым. Чтобы соблюсти процессуальную сторону законности, правительство Финляндии вынуждено было представить на утверждение парламента новый закон, имевший обратную силу действия, что противоречило правовым нормам страны. Вынесенные 21 февраля 1946 года приговоры были восприняты Контрольной комиссией как слишком мягкие, но в широких общественных кругах страны выражали открытое сочувствие осуждённым и считали, что они искупают чужую вину. Главный обвиняемый, Ристо Рюти, был приговорён к 10 годам заключения, сроки остальных варьировались от 6 до 2 лет. Полностью наказание отбыли двое: Тюко Рейникка и Антти Кукконен, получившие по 2 года. Остальных осуждённых освободили досрочно в 1947, 1948 и 1949 годах. Последним покинул тюрьму 19 мая 1949 года Ристо Рюти. Густав Маннергейм избежал суда и даже до 1946 года занимал пост Президента Финляндии.

### Политические итоги
Согласно подготовленному Библиотекой Конгресса США исследованию итогов войны для Финляндии:

Несмотря на значительный ущерб, нанесённый войной, Финляндия смогла сохранить свою независимость; тем не менее, будь СССР жизненно в этом заинтересован, нет сомнения, что финская независимость была бы уничтожена. Финляндия вышла из войны с пониманием этого факта и намерением создать новые и конструктивные отношения с СССР.Оригинальный текст (англ.)Despite the great losses inflicted by the war, Finland fought for and preserved its independence; nevertheless, had the Soviets been vitally concerned about Finland, there is no doubt that Finnish independence would have been extinguished. Finland emerged from the war conscious of these realities and determined to establish a new and constructive relationship with the Soviet Union.— US Library of Congress Country Study «Finland, The Effects of the War»

## Освещение войны в финской историографии
Освещение войны 1941—1944 неразрывно связывается с историей Советско-финской войны (1939—1940) (Зимней войной). Существуют разные взгляды на события истории, за исключением взглядов периода военной цензуры, от мнения коммунистов, до мнения правых. Даже во время войны цензура разрешила публиковать материалы, касающиеся выдачи в Германию 77-и беженцев (не финских граждан), включая 8 евреев, социал-демократы устроили из этого публичный скандал. Послевоенные финские исследователи считают, что пресса тех лет сохранила, несмотря на цензуру, роль сторожевой собаки  (фин. vahtikoira) и следила за цепью событий.
Многие исследователи, политики, бывшие президенты Финляндии приходят к выводу, что политика Финляндии не могла предотвратить немецкое вторжение в СССР, — политику в Европе 1940—1941 гг. определял Гитлер.
Согласно этим исследованиям, Финляндия была лишь жертвой сложившейся ситуации. Шансы избежать войны с СССР без оккупации Финляндии или Германией, или Советским Союзом оцениваются как невозможные. Эта концепция довольно скоро получила фактически официальный статус в финской историографии (фин. «ajopuuteoria»). В 1960-е она расширилась до более подробной версии (фин. «koskiveneteoria»), детально описывающей все отношения с Германией и Советским Союзом.
В Финляндии изданы многочисленные мемуары военачальников и воспоминания солдат, работы историков, сняты художественные фильмы («Tali-Ihantala.1944»).
Некоторые финны требуют возвращения довоенных территорий. Имеются и встречные территориальные претензии.
Наряду с термином «война-продолжение» был введён термин «обособленная война». Как писал историк Ю. Сеппенен, война «являлась параллельным с Германией восточным походом». Поясняя сказанное, он заявил, что Финляндия придерживалась «своего рода нейтралитета», выражавшегося в стремлении поддерживать политический курс: «поддерживать действия против Востока, сохраняя нейтралитет по отношению к Западу».

## Освещение войны в советской историографии
Советская и российская историография не выделяют войну с Финляндией 1941—1944 года из Великой Отечественной войны. Инициатива СССР в войне против Финляндии 25 июня в СССР замалчивалась, налёт 25 июня 1941 года назывался «мнимым».
Освещение войны в СССР менялось со временем. В 1940-е годы война называлась борьбой с «империалистическими планами финско-фашистских захватчиков». В дальнейшем роль Финляндии в Великой Отечественной войне, включая блокаду Ленинграда, практически не рассматривалась в деталях в связи с негласной установкой «не касаться негативных сторон в отношениях СССР с Финляндией».
С точки зрения финских историков, советская историография не углубляется в причины событий, а также умалчивает и не анализирует факты провала обороны и образования «котлов», бомбардировки финских городов, обстоятельства захвата островов в Финском заливе, захват в плен парламентёров после прекращения огня 5 сентября 1944.

## Память о военных действиях

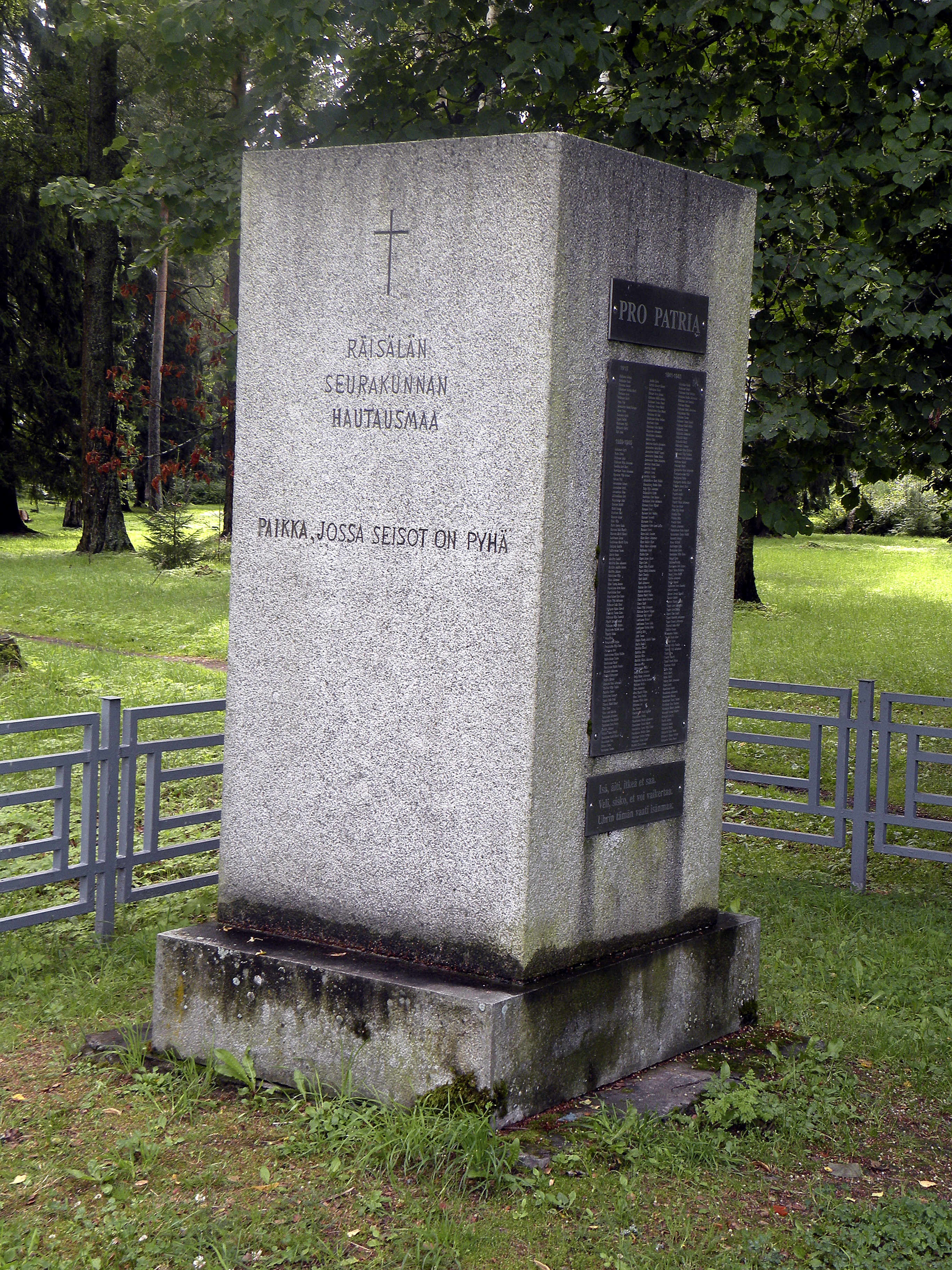
За Родину. Памятник финским солдатам в войнах с СССР 1918—1945. Пос. Мельниково. Лен. обл.

На местах сражений 1941—1944 годов (кроме Ханко всё на российской территории) стоят памятники павшим финским и советским солдатам, установленные туристами из Финляндии. На российской территории в районе посёлка Дятлово (Ленинградская область) недалеко от озера Желанное в виде креста сооружён памятник финским солдатам, погибшим на Карельском перешейке в ходе советско-финляндской и Великой Отечественной войны.

## В культуре
- Кукушка — взаимоотношения героев фильма развиваются на фоне заключительного этапа советско-финской войны.
- Дорога на Рукаярви — фильм даёт финскую трактовку событиям в восточной Карелии осенью 1941 г.
- А зори здесь тихие — вторая серия фильма содержит художественное описание «боёв местного значения» в Карелии в 1942 г.
- Молчание — финский фильм о работе эвакопункта по отправке погибших бойцов финской армии для захоронения в тыл.
- Неизвестный солдат — антивоенный роман финского писателя Вяйнё Линны, ставший классикой финской литературы XX века. Трижды экранизировался в 1955, 1985 и 2017 годах.
- Тали — Ихантала 1944 — финский фильм, посвящённый одноимённому сражению.
- Вдали от линии фронта фин.  Framom främsta linjen (фильм, 2004) — фильм о действиях взвода разведки 61-го пехотного полка Финляндии в 1942—1944 гг.

## Комментарии
1. ↑  По данным Дениса Попова, безвозвратные людские потери войск РККА в ходе советско-финской войны 1941—1944 годов составили около 170 тысяч человек[12][неавторитетный источник]
2. ↑  Потери населения Ленинграда — результат блокады города, осуществлявшейся как финскими, так и германскими войсками
3. ↑  Согласно мемуарам Маннергейма, в финском правительстве на тот момент не было единства по поводу пересечения старой советско-финской границы, которому в особенности противились социал-демократы. Необходимость обеспечить безопасность Ленинграда в своё время привела к Советско-финской войне 1939—1940 годов, и пересечь старую границу означало бы косвенно подтвердить опасения СССР
4. ↑  Существует несколько возможных объяснений:
  - По мнению финских исследователей, это произошло потому, что эффективно сработала система ПВО финской столицы.
  - Согласно советской версии, главной целью планировавшихся налётов являлась демонстрация Финляндии возможных негативных последствий в случае затягивания войны, поэтому бомбардировки не затрагивали жилые кварталы, чтобы не озлоблять мирное население[135].